# Tabela cennikowa Bolcewicza
Tabela cennikowa Bolcewicza – tabela z cenami, wyrażonymi w rublach i kopiejkach, monet z lat 1815–1864 Królestwa Kongresowego oraz Wolnego Miasta Krakowa, będących w 1902 r. w ofercie warszawskiego sklepu numizmatycznego W. Bolcewicza, zamieszczona w pracy Karola Plage Monety bite dla Królestwa Polskiego w latach 1815–1864 i monety bite dla miasta Krakowa w roku 1835, wydanej w 1902 r.
Tabela zamieszczona na końcu książki Karola Plage, dzięki podaniu cen rynkowych z początku XX w. opisanych w katalogu numizmatów, stała się istotnym i w miarę wiarygodnym źródłem umożliwiającym ocenę rzadkości poszczególnych monet. Jednym z trudniejszych zagadnień w odniesieniu do numizmatów XIX w. i starszych jest poprawne oszacowanie liczby egzemplarzy, które przetrwały do współczesnych czasów, czego odzwierciedleniem jest miara nazywana stopniem rzadkości. Mając wiarygodny obraz rynku z okresu zbliżonego do emisji, możliwa jest efektywniejsza ocena i wycena egzemplarzy kolekcjonerskich.
Ceny zebrane w tabeli dotyczą tylko zakresu opisanego przez Karola Plage. W ostatniej kolumnie, tuż za wartościami w kopiejkach, podano stopień rzadkości jaki poszczególnym pozycjom przypisał autor.
W opisach dokonano zmian językowych w stosunku do ponad stuletniej pracy źródłowej. Przede wszystkim użyto słów rant i otok. wg ich XXI w. znaczenia. Również opisy typu litera G jak C oraz litera G normalna, zastąpiono litera G bez szeryfa i litera G z szeryfem, odpowiednio. Opisy kilku odmian monet, przede wszystkim groszowych, zostały uzupełnione zgodnie ze współczesnymi opracowaniami.

## Monety z napisami polskimi

### Monety złote

#### 50 złotych
| Nr                                                                                            | Moneta                                                                                        | Odmiana/opis                                                                                  | Wartość                                                                                       | Wartość                                                                                       | Stopień rzadkości                                                                             |
| Nr                                                                                            | Moneta                                                                                        | Odmiana/opis                                                                                  | ruble                                                                                         | kopiejki                                                                                      | Stopień rzadkości                                                                             |
| 50 ZŁOTYCH (floreny królewskie podwójne) bite w latach: 1817, 18, 19, 20, 21, 22, 23, 27, 29. | 50 ZŁOTYCH (floreny królewskie podwójne) bite w latach: 1817, 18, 19, 20, 21, 22, 23, 27, 29. | 50 ZŁOTYCH (floreny królewskie podwójne) bite w latach: 1817, 18, 19, 20, 21, 22, 23, 27, 29. | 50 ZŁOTYCH (floreny królewskie podwójne) bite w latach: 1817, 18, 19, 20, 21, 22, 23, 27, 29. | 50 ZŁOTYCH (floreny królewskie podwójne) bite w latach: 1817, 18, 19, 20, 21, 22, 23, 27, 29. | 50 ZŁOTYCH (floreny królewskie podwójne) bite w latach: 1817, 18, 19, 20, 21, 22, 23, 27, 29. |
| --------------------------------------------------------------------------------------------- | --------------------------------------------------------------------------------------------- | --------------------------------------------------------------------------------------------- | --------------------------------------------------------------------------------------------- | --------------------------------------------------------------------------------------------- | --------------------------------------------------------------------------------------------- |
| 1                                                                                             | 50 złotych polskich 1817                                                                      |                                                                                               | 18                                                                                            | –                                                                                             |                                                                                               |
| odmiana                                                                                       | 50 złotych polskich 1817                                                                      |                                                                                               | 18                                                                                            | –                                                                                             |                                                                                               |
| 2                                                                                             | 50 złotych polskich 1818                                                                      |                                                                                               | 15                                                                                            | –                                                                                             |                                                                                               |
| 3                                                                                             | 50 złotych polskich 1819                                                                      | moneta bez otoku                                                                              | 25                                                                                            | –                                                                                             | R2                                                                                            |
| 4                                                                                             | 50 złotych polskich 1819                                                                      | moneta z otokiem                                                                              | 15                                                                                            | –                                                                                             |                                                                                               |
| 5                                                                                             | 50 złotych polskich 1820                                                                      |                                                                                               | 25                                                                                            | –                                                                                             | R                                                                                             |
| odmiana                                                                                       | 50 złotych polskich 1820                                                                      | brak kropki po napisie ALEXANDER I                                                            | 20                                                                                            | –                                                                                             | R                                                                                             |
| 6                                                                                             | 50 złotych polskich 1821                                                                      |                                                                                               | 25                                                                                            | –                                                                                             | R                                                                                             |
| 7                                                                                             | 50 złotych polskich 1822                                                                      |                                                                                               | 20                                                                                            | –                                                                                             |                                                                                               |
| 8                                                                                             | 50 złotych polskich 1823                                                                      |                                                                                               | 50                                                                                            | –                                                                                             | R3                                                                                            |
| 9                                                                                             | 50 złotych polskich 1827                                                                      |                                                                                               | 50                                                                                            | –                                                                                             | R3                                                                                            |
| 10                                                                                            | 50 złotych polskich 1829                                                                      | złoto w odcieniu czerwonym                                                                    | 18                                                                                            | –                                                                                             |                                                                                               |
| 10                                                                                            | 50 złotych polskich 1829                                                                      | złoto w odcieniu żółtym                                                                       | 25                                                                                            | –                                                                                             |                                                                                               |

#### 25 złotych
| Nr | Moneta                                                                                                   | Odmiana/opis | Wartość                                                                                                  | Wartość                                                                                                  | Stopień rzadkości                                                                                        |
| Nr | Moneta                                                                                                   | Odmiana/opis | ruble | kopiejki                                                                                                 | Stopień rzadkości                                                                                        |
| 25 ZŁOTYCH (floreny królewskie pojedyncze) bite w latach: 1817, 18, 19, 22, 23, 24, 25, 28, 29, 32 i 33. | 25 ZŁOTYCH (floreny królewskie pojedyncze) bite w latach: 1817, 18, 19, 22, 23, 24, 25, 28, 29, 32 i 33. | 25 ZŁOTYCH (floreny królewskie pojedyncze) bite w latach: 1817, 18, 19, 22, 23, 24, 25, 28, 29, 32 i 33. | 25 ZŁOTYCH (floreny królewskie pojedyncze) bite w latach: 1817, 18, 19, 22, 23, 24, 25, 28, 29, 32 i 33. | 25 ZŁOTYCH (floreny królewskie pojedyncze) bite w latach: 1817, 18, 19, 22, 23, 24, 25, 28, 29, 32 i 33. | 25 ZŁOTYCH (floreny królewskie pojedyncze) bite w latach: 1817, 18, 19, 22, 23, 24, 25, 28, 29, 32 i 33. |
| --- | --- | --- | --- | --- | --- |
| 11 | 25 złotych polskich 1817                                                                                 | | 7 | 50 | |
| 12 | 25 złotych polskich 1818                                                                                 | moneta bez otoku; ogon orła większy | 7 | 50 | |
| odmiana                                                                                                  | 25 złotych polskich 1818                                                                                 | moneta bez otoku | 9 | – | |
| 13 | 25 złotych polskich 1818                                                                                 | moneta z otokiem; ogon orła mniejszy; Wydaje się, że w 1818 zamierzano zmienić wygląd monet nadając im inną formę, którą otrzymały ostatecznie w 1820 r. (tzn. rant ząbkowany prosto). Dlatego przypuszcza się, że całą serię monet o takim właśnie rancie i odmiennym rysunku z datą 1818 r. (1, 2, 25 złotych oraz 5 i 3 grosze) będącą obecnie rzadką, a wyróżniającą się starannością wykonania, należałoby zaliczyć do monet próbnych. | 300 | – | R9 |
| 14 | 25 złotych polskich 1819                                                                                 | moneta bez otoku | 10 | – | |
| 15 | 25 złotych polskich 1822                                                                                 | | 25 | – | R2 |
| 16 | 25 złotych polskich 1823                                                                                 | | 25 | – | R3 |
| 17 | 25 złotych polskich 1824                                                                                 | | 15 | – | R |
| 18 | 25 złotych polskich 1825                                                                                 | | 15 | – | R |
| 19 | 25 złotych polskich 1828                                                                                 | | 25 | – | R3 |
| 20 | 25 złotych polskich 1829                                                                                 | | 10 | – | |
| 21 | 25 złotych polskich 1832                                                                                 | | 25 | – | R3 |
| 22 | 25 złotych polskich 1833                                                                                 | | 12 | 50 | |

### Monety srebrne

#### 10 złotych
| Nr                                                     | Moneta                                                 | Odmiana/opis                                           | Wartość                                                | Wartość                                                | Stopień rzadkości                                      |
| Nr                                                     | Moneta                                                 | Odmiana/opis                                           | ruble                                                  | kopiejki                                               | Stopień rzadkości                                      |
| 10 ZŁOTYCH bite w latach 1820, 21, 22, 23, 24, 25 i 27 | 10 ZŁOTYCH bite w latach 1820, 21, 22, 23, 24, 25 i 27 | 10 ZŁOTYCH bite w latach 1820, 21, 22, 23, 24, 25 i 27 | 10 ZŁOTYCH bite w latach 1820, 21, 22, 23, 24, 25 i 27 | 10 ZŁOTYCH bite w latach 1820, 21, 22, 23, 24, 25 i 27 | 10 ZŁOTYCH bite w latach 1820, 21, 22, 23, 24, 25 i 27 |
| ------------------------------------------------------ | ------------------------------------------------------ | ------------------------------------------------------ | ------------------------------------------------------ | ------------------------------------------------------ | ------------------------------------------------------ |
| 23                                                     | 10 złotych polskich 1820                               |                                                        | 5                                                      | –                                                      |                                                        |
| 24                                                     | 10 złotych polskich 1821                               |                                                        | 7                                                      | 50                                                     | R                                                      |
| 25                                                     | 10 złotych polskich 1822                               |                                                        | 6                                                      | –                                                      | R                                                      |
| 26                                                     | 10 złotych polskich 1823                               |                                                        | 5                                                      | –                                                      |                                                        |
| 27                                                     | 10 złotych polskich 1824                               |                                                        | 15                                                     | –                                                      | R1                                                     |
| 28                                                     | 10 złotych polskich 1825                               |                                                        | 12                                                     | –                                                      | R1                                                     |
| 29                                                     | 10 złotych polskich 1827                               | I.B.                                                   | 250                                                    | –                                                      | R7                                                     |
| 30                                                     | 10 złotych polskich 1827                               | F.H.                                                   | 35                                                     | –                                                      | R3                                                     |

#### 5 złotych
| Nr                                                            | Moneta                                                        | Odmiana/opis                                                  | Wartość                                                       | Wartość                                                       | Stopień rzadkości                                             |
| Nr                                                            | Moneta                                                        | Odmiana/opis                                                  | ruble                                                         | kopiejki                                                      | Stopień rzadkości                                             |
| 5 ZŁOTYCH bite w latach 1816, 17, 18, 29, 30, 31, 32, 33 i 34 | 5 ZŁOTYCH bite w latach 1816, 17, 18, 29, 30, 31, 32, 33 i 34 | 5 ZŁOTYCH bite w latach 1816, 17, 18, 29, 30, 31, 32, 33 i 34 | 5 ZŁOTYCH bite w latach 1816, 17, 18, 29, 30, 31, 32, 33 i 34 | 5 ZŁOTYCH bite w latach 1816, 17, 18, 29, 30, 31, 32, 33 i 34 | 5 ZŁOTYCH bite w latach 1816, 17, 18, 29, 30, 31, 32, 33 i 34 |
| ------------------------------------------------------------- | ------------------------------------------------------------- | ------------------------------------------------------------- | ------------------------------------------------------------- | ------------------------------------------------------------- | ------------------------------------------------------------- |
| 31                                                            | 5 złotych polskich 1816                                       |                                                               | 1                                                             | 50                                                            |                                                               |
| 32                                                            | 5 złotych polskich 1816                                       | cyfry roku 1816 nieco odmienne                                | 1                                                             | 50                                                            |                                                               |
| 33                                                            | 5 złotych polskich 1817                                       | ogon jednorzędowy                                             | 1                                                             | 50                                                            |                                                               |
| 34                                                            | 5 złotych polskich 1817                                       | ogon dwurzędowy, wypukły wizerunek cara                       | 1                                                             | 50                                                            |                                                               |
| 35                                                            | 5 złotych polskich 1817                                       | ogon dwurzędowy, płaski wizerunek cara                        | 1                                                             | 50                                                            |                                                               |
| 36                                                            | 5 złotych polskich 1818                                       |                                                               | 3                                                             | 50                                                            | R                                                             |
| 37                                                            | 5 złotych polskich 1829                                       |                                                               | 1                                                             | 20                                                            |                                                               |
| odmiana                                                       | 5 złotych polskich 1829                                       | cyfry roku 1829 większe i szerzej rozstawione                 | 2                                                             | –                                                             |                                                               |
| 38                                                            | 5 złotych polskich 1830                                       | F.H.                                                          | 2                                                             | 50                                                            | R                                                             |
| 39                                                            | 5 złotych polskich 1830                                       | K.G.                                                          | 1                                                             | 50                                                            |                                                               |
| 40                                                            | 5 złotych polskich 1831                                       |                                                               | 1                                                             | 50                                                            |                                                               |
| 41                                                            | 5 złotych polskich 1832                                       |                                                               | 1                                                             | 50                                                            |                                                               |
| odmiana                                                       | 5 złotych polskich 1832                                       | cyfra 2 roku zaokrąglona                                      | 2                                                             | –                                                             |                                                               |
| 42                                                            | 5 złotych polskich 1833                                       |                                                               | 1                                                             | 50                                                            |                                                               |
| 43                                                            | 5 złotych polskich 1834                                       | F.H.                                                          | 2                                                             | 50                                                            | R                                                             |
| 44                                                            | 5 złotych polskich 1834                                       | I.P.                                                          | 1                                                             | 20                                                            |                                                               |

#### 2 złote
| Nr                                                                          | Moneta                                                                      | Odmiana/opis                                                                | Wartość                                                                     | Wartość                                                                     | Stopień rzadkości                                                           |
| Nr                                                                          | Moneta                                                                      | Odmiana/opis                                                                | ruble                                                                       | kopiejki                                                                    | Stopień rzadkości                                                           |
| 2 ZŁOTE bite w latach 1816, 17, 18, 19, 20, 21, 22, 23, 24, 25, 26, 28 i 30 | 2 ZŁOTE bite w latach 1816, 17, 18, 19, 20, 21, 22, 23, 24, 25, 26, 28 i 30 | 2 ZŁOTE bite w latach 1816, 17, 18, 19, 20, 21, 22, 23, 24, 25, 26, 28 i 30 | 2 ZŁOTE bite w latach 1816, 17, 18, 19, 20, 21, 22, 23, 24, 25, 26, 28 i 30 | 2 ZŁOTE bite w latach 1816, 17, 18, 19, 20, 21, 22, 23, 24, 25, 26, 28 i 30 | 2 ZŁOTE bite w latach 1816, 17, 18, 19, 20, 21, 22, 23, 24, 25, 26, 28 i 30 |
| --------------------------------------------------------------------------- | --------------------------------------------------------------------------- | --------------------------------------------------------------------------- | --------------------------------------------------------------------------- | --------------------------------------------------------------------------- | --------------------------------------------------------------------------- |
| 45                                                                          | 2 złote polskie 1816                                                        |                                                                             | –                                                                           | 50                                                                          |                                                                             |
| 46                                                                          | 2 złote polskie 1817                                                        |                                                                             | –                                                                           | 50                                                                          |                                                                             |
| 47                                                                          | 2 złote polskie 1818                                                        |                                                                             | –                                                                           | 50                                                                          |                                                                             |
| 48                                                                          | 2 złote polskie 1818                                                        | moneta z otokiem                                                            | 200                                                                         | –                                                                           | R6                                                                          |
| 49                                                                          | 2 złote polskie 1819                                                        | moneta bez otoku                                                            | –                                                                           | 60                                                                          |                                                                             |
| 50                                                                          | 2 złote polskie 1819                                                        | moneta z otokiem                                                            | 10                                                                          | –                                                                           | R2                                                                          |
| 51                                                                          | 2 złote polskie 1820                                                        | moneta bez otoku                                                            | –                                                                           | 60                                                                          |                                                                             |
| 52                                                                          | 2 złote polskie 1820                                                        | moneta bez otoku; cyfry roku 1820 nieco mniejsze                            | –                                                                           | 75                                                                          |                                                                             |
| 53                                                                          | 2 złote polskie 1820                                                        | moneta z otokiem                                                            | 1                                                                           | 20                                                                          |                                                                             |
| 54                                                                          | 2 złote polskie 1821                                                        |                                                                             | –                                                                           | 75                                                                          |                                                                             |
| 55                                                                          | 2 złote polskie 1822                                                        |                                                                             | 2                                                                           | –                                                                           | R                                                                           |
| 56                                                                          | 2 złote polskie 1823                                                        |                                                                             | –                                                                           | 75                                                                          |                                                                             |
| 57                                                                          | 2 złote polskie 1824                                                        |                                                                             | –                                                                           | 75                                                                          |                                                                             |
| 58                                                                          | 2 złote polskie 1825                                                        |                                                                             | –                                                                           | 75                                                                          |                                                                             |
| 59                                                                          | 2 złote polskie 1826                                                        |                                                                             | 2                                                                           | 50                                                                          | R                                                                           |
| 60                                                                          | 2 złote polskie 1828                                                        |                                                                             | 1                                                                           | –                                                                           |                                                                             |
| 61                                                                          | 2 złote polskie 1830                                                        |                                                                             | –                                                                           | 60                                                                          |                                                                             |

#### 1 złoty
| Nr                                                                              | Moneta                                                                          | Odmiana/opis                                                                    | Wartość                                                                         | Wartość                                                                         | Stopień rzadkości                                                               |
| Nr                                                                              | Moneta                                                                          | Odmiana/opis                                                                    | ruble                                                                           | kopiejki                                                                        | Stopień rzadkości                                                               |
| 1 ZŁOTY bity w latach 1818, 19, 22, 23, 24, 25, 27, 28, 29, 30, 31, 32, 33 i 34 | 1 ZŁOTY bity w latach 1818, 19, 22, 23, 24, 25, 27, 28, 29, 30, 31, 32, 33 i 34 | 1 ZŁOTY bity w latach 1818, 19, 22, 23, 24, 25, 27, 28, 29, 30, 31, 32, 33 i 34 | 1 ZŁOTY bity w latach 1818, 19, 22, 23, 24, 25, 27, 28, 29, 30, 31, 32, 33 i 34 | 1 ZŁOTY bity w latach 1818, 19, 22, 23, 24, 25, 27, 28, 29, 30, 31, 32, 33 i 34 | 1 ZŁOTY bity w latach 1818, 19, 22, 23, 24, 25, 27, 28, 29, 30, 31, 32, 33 i 34 |
| ------------------------------------------------------------------------------- | ------------------------------------------------------------------------------- | ------------------------------------------------------------------------------- | ------------------------------------------------------------------------------- | ------------------------------------------------------------------------------- | ------------------------------------------------------------------------------- |
| 62                                                                              | 1 złoty polski 1818                                                             | rant ząbkowany skośnie                                                          | –                                                                               | 30                                                                              |                                                                                 |
| 63                                                                              | 1 złoty polski 1818                                                             | rant ząbkowany prosto                                                           | 250                                                                             | –                                                                               | R6                                                                              |
| 64                                                                              | 1 złoty polski 1819                                                             |                                                                                 | 1                                                                               | –                                                                               |                                                                                 |
| 65                                                                              | 1 złoty polski 1819                                                             | bity w miedzi – znany z kolekcji M.L.Pinczewskiego                              | unikat                                                                          |                                                                                 | R*                                                                              |
| 66                                                                              | 1 złoty polski 1822                                                             |                                                                                 | –                                                                               | 30                                                                              |                                                                                 |
| 67                                                                              | 1 złoty polski 1823                                                             |                                                                                 | –                                                                               | 75                                                                              |                                                                                 |
| 68                                                                              | 1 złoty polski 1824                                                             |                                                                                 | –                                                                               | 75                                                                              |                                                                                 |
| 69                                                                              | 1 złoty polski 1825                                                             |                                                                                 | –                                                                               | 50                                                                              |                                                                                 |
| 70                                                                              | 1 złoty polski 1827                                                             |                                                                                 | –                                                                               | 75                                                                              |                                                                                 |
| 71                                                                              | 1 złoty polski 1828                                                             |                                                                                 | 1                                                                               | –                                                                               |                                                                                 |
| 72                                                                              | 1 złoty polski 1829                                                             |                                                                                 | 1                                                                               | –                                                                               |                                                                                 |
| 73                                                                              | 1 złoty polski 1830                                                             |                                                                                 | –                                                                               | 60                                                                              |                                                                                 |
| odmiana                                                                         | 1 złoty polski 1830                                                             | brak kropki przy napisie ZŁO POL                                                | 3                                                                               | –                                                                               | R                                                                               |
| 74                                                                              | 1 złoty polski 1831                                                             | wizerunek cara większy                                                          | –                                                                               | 60                                                                              |                                                                                 |
| 75                                                                              | 1 złoty polski 1831                                                             | wizerunek cara mniejszy                                                         | 10                                                                              | –                                                                               | R3                                                                              |
| 76                                                                              | 1 złoty polski 1832                                                             | wizerunek cara większy                                                          | 1                                                                               | 50                                                                              |                                                                                 |
| 77                                                                              | 1 złoty polski 1832                                                             | wizerunek cara mniejszy                                                         | –                                                                               | 30                                                                              | R                                                                               |
| 78                                                                              | 1 złoty polski 1833                                                             |                                                                                 | 3                                                                               | –                                                                               | R1                                                                              |
| 79                                                                              | 1 złoty polski 1833                                                             | S w napisie otokowym na awersie odwrócone                                       | 7                                                                               | 50                                                                              | R2                                                                              |
| 80                                                                              | 1 złoty polski 1834                                                             |                                                                                 | –                                                                               | 50                                                                              |                                                                                 |

### Monety bilonowe

#### 10 groszy
| Nr | Moneta | Odmiana/opis | Wartość                                                                                                   | Wartość                                                                                                   | Stopień rzadkości                                                                                         |
| Nr | Moneta | Odmiana/opis | ruble | kopiejki                                                                                                  | Stopień rzadkości                                                                                         |
| 10 GROSZY bite w latach 1816, 20, 21, 22, 23, 25, 26, 27, 28, 30, 31, 32, 33, 35, 36, 37, 38, 39, 40 i 41 | 10 GROSZY bite w latach 1816, 20, 21, 22, 23, 25, 26, 27, 28, 30, 31, 32, 33, 35, 36, 37, 38, 39, 40 i 41 | 10 GROSZY bite w latach 1816, 20, 21, 22, 23, 25, 26, 27, 28, 30, 31, 32, 33, 35, 36, 37, 38, 39, 40 i 41             | 10 GROSZY bite w latach 1816, 20, 21, 22, 23, 25, 26, 27, 28, 30, 31, 32, 33, 35, 36, 37, 38, 39, 40 i 41 | 10 GROSZY bite w latach 1816, 20, 21, 22, 23, 25, 26, 27, 28, 30, 31, 32, 33, 35, 36, 37, 38, 39, 40 i 41 | 10 GROSZY bite w latach 1816, 20, 21, 22, 23, 25, 26, 27, 28, 30, 31, 32, 33, 35, 36, 37, 38, 39, 40 i 41 |
| --- | --- | --- | --- | --- | --- |
| 81 | 10 groszy polskich 1816                                                                                   | | – | 20 | |
| 82 | 10 groszy polskich 1820                                                                                   | | 2 | 50 | R1 |
| 83 | 10 groszy polskich 1821                                                                                   | | – | 75 | |
| 84 | 10 groszy polskich 1822                                                                                   | | – | 25 | |
| 85 | 10 groszy polskich 1823                                                                                   | | 2 | 50 | R1 |
| 86 | 10 groszy polskich 1825                                                                                   | | – | 75 | |
| 87 | 10 groszy polskich 1826                                                                                   | | – | 75 | |
| 88 | 10 groszy polskich 1827                                                                                   | I.B. | – | 50 | |
| 89 | 10 groszy polskich 1827                                                                                   | F.H. | 3 | – | R1 |
| 90 | 10 groszy polskich 1828                                                                                   | | – | 60 | |
| 91 | 10 groszy polskich 1830                                                                                   | F.H. | 1 | 50 | R |
| 92 | 10 groszy polskich 1830                                                                                   | K.G. | – | 50 | |
| 93 | 10 groszy polskich 1831                                                                                   | | 1 | 50 | R1 |
| 94 | 10 groszy polskich 1832                                                                                   | nowe bicie | 25 | – | R4 |
| 95 | 10 groszy polskich 1833                                                                                   | nowe bicie | unikat | | R* |
| 96 | 10 groszy 1835                                                                                            | | – | 30 | |
| 97 | 10 groszy 1835                                                                                            | cyfry roku 1835 bardziej rozstawione                                                                                  | 2 | – | |
| 98 | 10 groszy 1836                                                                                            | | – | 30 | |
| 99 | 10 groszy 1837                                                                                            | Św. Jerzy w płaszczu, ogon orła szeroki (9-piórowy)                                                                   | – | 30 | |
| 100 | 10 groszy 1837                                                                                            | Św. Jerzy bez płaszcza, ogon orła wąski (7-piórowy)                                                                   | 7 | 50 | R2 |
| 101 | 10 groszy 1838                                                                                            | Św. Jerzy w płaszczu                                                                                                  | 10 | – | R2 |
| 102 | 10 groszy 1838                                                                                            | Św. Jerzy bez płaszcza                                                                                                | – | 30 | |
| 103 | 10 groszy 1839                                                                                            | | – | 30 | |
| 104 | 10 groszy 1840                                                                                            | po 3 jagody w wieńcu laurowym                                                                                         | 1 | 50 | |
| 105 | 10 groszy 1840                                                                                            | po 3 jagody w wieńcu laurowym, rysunek mniejszy, delikatniejszy, otok szeroki, wypukły – prawdopodobnie moneta próbna | 50 | – | R6 |
| 106 | 10 groszy 1840                                                                                            | po 2. jagody w wieńcu laurowym                                                                                        | – | 10 | |
| odmiana                                                                                                   | 10 groszy 1840                                                                                            | M pod łapą orła odwrócone (przypomina W)                                                                              | – | 20 | R2 |
| 107 | 10 groszy 1840                                                                                            | kropka po 10 | – | 50 | |
| 108 | 10 groszy 1840                                                                                            | kropka po GROSZY | – | 50 | |
| 109 | 10 groszy 1840                                                                                            | kropka po roku 1840; litera G w GROSZY z szeryfem                                                                     | – | 75 | |
| odmiana                                                                                                   | 10 groszy 1840                                                                                            | kropka po roku 1840; litera G w GROSZY bez szeryfa                                                                    | 1 | – | |
| 110 | 10 groszy 1840                                                                                            | otok z perełek – znane w cynie i czystym srebrze                                                                      | unikat | | R* |
| 111 | 10 groszy 1841                                                                                            | | unikat | | R* |

#### 5 groszy
| Nr | Moneta | Odmiana/opis                                                                                               | Wartość | Wartość | Stopień rzadkości                                                                                          |
| Nr | Moneta | Odmiana/opis                                                                                               | ruble | kopiejki                                                                                                   | Stopień rzadkości                                                                                          |
| 5 GROSZY bite w latach 1816, 18,19, 20, 21, 22, 23, 24, 25 26, 27, 28, 29, 30, 31, 32, 36, 38, 39, 40 i 41 | 5 GROSZY bite w latach 1816, 18,19, 20, 21, 22, 23, 24, 25 26, 27, 28, 29, 30, 31, 32, 36, 38, 39, 40 i 41 | 5 GROSZY bite w latach 1816, 18,19, 20, 21, 22, 23, 24, 25 26, 27, 28, 29, 30, 31, 32, 36, 38, 39, 40 i 41 | 5 GROSZY bite w latach 1816, 18,19, 20, 21, 22, 23, 24, 25 26, 27, 28, 29, 30, 31, 32, 36, 38, 39, 40 i 41 | 5 GROSZY bite w latach 1816, 18,19, 20, 21, 22, 23, 24, 25 26, 27, 28, 29, 30, 31, 32, 36, 38, 39, 40 i 41 | 5 GROSZY bite w latach 1816, 18,19, 20, 21, 22, 23, 24, 25 26, 27, 28, 29, 30, 31, 32, 36, 38, 39, 40 i 41 |
| --- | --- | --- | --- | --- | --- |
| 112 | 5 groszy polskich 1816                                                                                     | | – | 20 | |
| 113 | 5 groszy polskich 1818                                                                                     | | – | 20 | |
| 114 | 5 groszy polskich 1818                                                                                     | rysunek odmienny, otok z perełek, ogon orła mniejszy, rant gładki                                          | 250 | – | R8 |
| 115 | 5 groszy polskich 1819                                                                                     | | – | 25 | |
| 116 | 5 groszy polskich 1820                                                                                     | | – | 50 | |
| 117 | 5 groszy polskich 1821                                                                                     | | – | 50 | |
| 118 | 5 groszy polskich 1822                                                                                     | | – | 50 | |
| 119 | 5 groszy polskich 1823                                                                                     | | – | 35 | |
| 120 | 5 groszy polskich 1824                                                                                     | | 3 | – | R1 |
| 121 | 5 groszy polskich 1825                                                                                     | | – | 30 | |
| 122 | 5 groszy polskich 1826                                                                                     | I.B. mniejsze                                                                                              | – | 50 | |
| 123 | 5 groszy polskich 1826                                                                                     | I.B. większe                                                                                               | – | 75 | |
| 124 | 5 groszy polskich 1827                                                                                     | I.B. | – | 35 | |
| 125 | 5 groszy polskich 1827                                                                                     | F.H. | – | 30 | |
| 126 | 5 groszy polskich 1827                                                                                     | F.H. cyfry roku 1827 oraz litery większe                                                                   | – | 50 | |
| 127 | 5 groszy polskich 1827                                                                                     | F.H. wszystkie litery większe                                                                              | – | 40 | |
| 128 | 5 groszy polskich 1828                                                                                     | | – | 50 | |
| 129 | 5 groszy polskich 1829                                                                                     | F.H. i cyfry roku 1829 mniejsze                                                                            | – | 50 | |
| 130 | 5 groszy polskich 1829                                                                                     | F.H. i cyfry roku 1829 większe                                                                             | – | 50 | |
| 131 | 5 groszy polskich 1829                                                                                     | K.G. – nowe bicie                                                                                          | unikat | | R* |
| 132 | 5 groszy polskich 1830                                                                                     | | 1 | – | |
| 133 | 5 groszy polskich 1831                                                                                     | | 2 | 50 | R |
| 134 | 5 groszy polskich 1832                                                                                     | cyfry roku 1832 mniejsze                                                                                   | 10 | – | R4 |
| 135 | 5 groszy polskich 1832                                                                                     | cyfry roku 1832 większe                                                                                    | 25 | – | R5 |
| 136 | 5 groszy 1836                                                                                              | ogon orła szeroki                                                                                          | – | 75 | |
| 137 | 5 groszy 1838                                                                                              | ogon orła węższy (bez krótkich piór przy łapach)                                                           | 1 | 50 | R |
| 138 | 5 groszy 1839                                                                                              | ogon orła szeroki                                                                                          | 25 | – | R5 |
| 139 | 5 groszy 1839                                                                                              | ogon orła węższy (bez krótkich piór przy łapach)                                                           | 1 | – | |
| 140 | 5 groszy 1840                                                                                              | ogon orła węższy (bez krótkich piór przy łapach)                                                           | – | 50 | |
| 141 | 5 groszy 1840                                                                                              | ogon orła wąski (z krótkimi piórami przy łapach)                                                           | – | 10 | |
| odmiana | 5 groszy 1840                                                                                              | ogon orła szeroki                                                                                          | unikat | | R* |
| 142 | 5 groszy 1840                                                                                              | kropka po 5                                                                                                | 2 | – | R1 |
| 143 | 5 groszy 1840                                                                                              | kropka po GROSZY                                                                                           | 2 | – | R1 |
| 144 | 5 groszy 1840                                                                                              | kropki po 5 i po GROSZY                                                                                    | 5 | – | R4 |
| 145 | 5 groszy 1841                                                                                              | | unikat | | R* |
| 146 | 5 groszy 1841                                                                                              | na awersie głowa cara zamiast orła                                                                         | 35 | – | R5 |

### Monety miedziane

#### 3 grosze
| Nr | Moneta | Odmiana/opis | Wartość | Wartość | Stopień rzadkości |
| Nr | Moneta | Odmiana/opis | ruble | kopiejki | Stopień rzadkości |
| 3 GROSZE bite w latach 1815, 16, 17, 18, 19, 20, 24, 26, 27, 28, 29, 30, 31, 32, 33, 34, 35, 36, 37, 38, 39, 40 i 41 | 3 GROSZE bite w latach 1815, 16, 17, 18, 19, 20, 24, 26, 27, 28, 29, 30, 31, 32, 33, 34, 35, 36, 37, 38, 39, 40 i 41 | 3 GROSZE bite w latach 1815, 16, 17, 18, 19, 20, 24, 26, 27, 28, 29, 30, 31, 32, 33, 34, 35, 36, 37, 38, 39, 40 i 41 | 3 GROSZE bite w latach 1815, 16, 17, 18, 19, 20, 24, 26, 27, 28, 29, 30, 31, 32, 33, 34, 35, 36, 37, 38, 39, 40 i 41 | 3 GROSZE bite w latach 1815, 16, 17, 18, 19, 20, 24, 26, 27, 28, 29, 30, 31, 32, 33, 34, 35, 36, 37, 38, 39, 40 i 41 | 3 GROSZE bite w latach 1815, 16, 17, 18, 19, 20, 24, 26, 27, 28, 29, 30, 31, 32, 33, 34, 35, 36, 37, 38, 39, 40 i 41 |
| --- | --- | --- | --- | --- | --- |
| 147 | 3 grosze polskie 1815                                                                                                | rant ząbkowany skośnie, moneta bez otoku                                                                             | 10 | – | R2 |
| odmiana | 3 grosze polskie 1815                                                                                                | rant ząbkowany pionowo                                                                                               | unikat | | R6 |
| 148 | 3 grosze polskie 1815                                                                                                | większa średnica, otok z perełek, staranniejszy rysunek, rant gładki                                                 | 25 | – | R4 |
| 149 | 3 grosze polskie 1816                                                                                                | nowe bicie | 15 | – | R3 |
| 150 | 3 grosze polskie 1817                                                                                                | | – | 20 | |
| 151 | 3 grosze polskie 1817                                                                                                | rewers nieco delikatniejszy – nowe bicie                                                                             | 1 | – | |
| 152 | 3 grosze polskie 1818                                                                                                | ogon orła dwurzędowy                                                                                                 | 2 | 50 | R1 |
| 153 | 3 grosze polskie 1818                                                                                                | ogon orła dwurzędowy, rewers nieco delikatniejszy – nowe bicie                                                       | 3 | – | R2 |
| 154 | 3 grosze polskie 1818                                                                                                | ogon orła jednorzędowy                                                                                               | 50 | – | R6 |
| 155 | 3 grosze polskie 1818                                                                                                | ogon orła dwurzędowy, moneta z otokiem, rysunek orła nieco inny (ogon ściśnięty), rant gładki                        | unikat | | R* |
| 156 | 3 grosze polskie 1819                                                                                                | | – | 50 | |
| 157 | 3 grosze polskie 1819                                                                                                | cyfry roku 1819 i cyfra 3 nominału nieco większe – nowe bicie                                                        | 1 | – | |
| 158 | 3 grosze polskie 1820                                                                                                | | 1 | – | |
| 159 | 3 grosze polskie 1820                                                                                                | cyfry roku 1820 i cyfra 3 nominału większe –nowe bicie                                                               | 2 | – | R |
| 160 | 3 grosze polskie 1824                                                                                                | | unikat | | R* |
| 161 | 3 grosze polskie 1826                                                                                                | Z MIEDZI KRAIOWEY | – | 20 | |
| 162 | 3 grosze polskie 1826                                                                                                | Z MIEDZI KRAIOWEY; kształt cyfry 3 nominału i cyfr roku 1826 inne                                                    | – | 20 | |
| 163 | 3 grosze polskie 1826                                                                                                | Z MIEDZI KRAIOWEY; cyfra 3 nominału większa                                                                          | 1 | – | |
| 164 | 3 grosze polskie 1827                                                                                                | I.B. Z MIEDZI KRAIOWEY                                                                                               | – | 20 | |
| 165 | 3 grosze polskie 1827                                                                                                | I.B. Z MIEDZI KRAIOWEY; cyfry roku 1827 mniejsze a litery napisów większe                                            | 1 | – | |
| 166 | 3 grosze polskie 1827                                                                                                | F.H. Z MIEDZI KRAIOWEY – nowe bicie                                                                                  | 30 | – | R6 |
| 167 | 3 grosze polskie 1827                                                                                                | F.H. | 1 | – | R |
| 168 | 3 grosze polskie 1827                                                                                                | F.H. cyfra 3 nominału i rok 1827 większe – nowe bicie                                                                | 2 | – | R |
| 169 | 3 grosze polskie 1828                                                                                                | | – | 15 | |
| 170 | 3 grosze polskie 1829                                                                                                | | – | 15 | |
| 171 | 3 grosze polskie 1830                                                                                                | F.H. | – | 15 | |
| 172 | 3 grosze polskie 1830                                                                                                | K.G. | 5 | – | R3 |
| 173 | 3 grosze polskie 1831                                                                                                | K.G. | – | 25 | |
| 174 | 3 grosze polskie 1832                                                                                                | F.H. | 15 | – | R4 |
| 175 | 3 grosze polskie 1832                                                                                                | K.G. | 1 | 50 | R |
| 176 | 3 grosze polskie 1833                                                                                                | | – | 25 | |
| 177 | 3 grosze polskie 1834                                                                                                | K.G. | 2 | 50 | R1 |
| 178 | 3 grosze polskie 1834                                                                                                | I.P. | – | 25 | |
| 179 | 3 grosze polskie 1835                                                                                                | | 2 | 50 | |
| 180 | 3 grosze polskie 1835                                                                                                | cyfry roku 1835 cieńsze – nowe bicie                                                                                 | 5 | – | R2 |
| 181 | 3 grosze 1835 | | – | 50 | |
| 182 | 3 grosze 1836 | ogon orła prosty | – | 30 | |
| 183 | 3 grosze 1836 | ogon orła wachlarzowaty – nowe bicie                                                                                 | 2 | 50 | R |
| 184 | 3 grosze 1837 | ogon orła prosty | – | 30 | |
| 185 | 3 grosze 1837 | ogon orła wachlarzowaty                                                                                              | 2 | 50 | R |
| 186 | 3 grosze 1838 | ogon orła prosty | – | 30 | |
| 187 | 3 grosze 1838 | ogon orła wachlarzowaty – nowe bicie                                                                                 | 2 | 50 | R |
| 188 | 3 grosze 1839 | ogon orła prosty | – | 40 | |
| 189 | 3 grosze 1839 | ogon orła wachlarzowaty                                                                                              | – | 40 | |
| 190 | 3 grosze 1839 | ogon orła wachlarzowaty, konfiguracja jagód w wieńcu laurowym nowa (jak w 1840 i 1841) – nowe bicie                  | 2 | 50 | R |
| 191 | 3 grosze 1840 | konfiguracja jagód w wieńcu laurowym stara (jak w latach poprzednich)                                                | 5 | – | |
| 192 | 3 grosze 1840 | konfiguracja jagód w wieńcu laurowym nowa                                                                            | – | 15 | |
| odmiana | 3 grosze 1840 | M pod łapą orła odwrócone (przypomina W)                                                                             | 5 | – | R3 |
| 193 | 3 grosze 1840 | cyfra 3 nominału węższa                                                                                              | – | 50 | |
| 194 | 3 grosze 1840 | kropka po GROSZE | 1 | – | |
| 195 | 3 grosze 1840 | kropka po roku 1840                                                                                                  | – | 75 | |
| 196 | 3 grosze 1841 | | – | 75 | R |

#### 1 grosz
| Nr | Moneta | Odmiana/opis | Wartość | Wartość | Stopień rzadkości |
| Nr | Moneta | Odmiana/opis | ruble | kopiejki | Stopień rzadkości |
| 1 GROSZ bity w latach 1815, 16, 17, 18, 19, 20, 21, 22, 23, 24, 25, 26, 28, 29, 30, 31, 32, 33, 34, 35, 36, 37, 38, 39, 40 i 41 | 1 GROSZ bity w latach 1815, 16, 17, 18, 19, 20, 21, 22, 23, 24, 25, 26, 28, 29, 30, 31, 32, 33, 34, 35, 36, 37, 38, 39, 40 i 41 | 1 GROSZ bity w latach 1815, 16, 17, 18, 19, 20, 21, 22, 23, 24, 25, 26, 28, 29, 30, 31, 32, 33, 34, 35, 36, 37, 38, 39, 40 i 41 | 1 GROSZ bity w latach 1815, 16, 17, 18, 19, 20, 21, 22, 23, 24, 25, 26, 28, 29, 30, 31, 32, 33, 34, 35, 36, 37, 38, 39, 40 i 41 | 1 GROSZ bity w latach 1815, 16, 17, 18, 19, 20, 21, 22, 23, 24, 25, 26, 28, 29, 30, 31, 32, 33, 34, 35, 36, 37, 38, 39, 40 i 41 | 1 GROSZ bity w latach 1815, 16, 17, 18, 19, 20, 21, 22, 23, 24, 25, 26, 28, 29, 30, 31, 32, 33, 34, 35, 36, 37, 38, 39, 40 i 41 |
| --- | --- | --- | --- | --- | --- |
| 197 | 1 grosz polski 1815 | ogon orła jednorzędowy | 10 | – | R3 |
| 198 | 1 grosz polski 1815 | ogon orła dwurzędowy | unikat | | R* |
| 199 | 1 grosz polski 1816 | ogon orła jednorzędowy | – | 10 | |
| 200 | 1 grosz polski 1817 | ogon orła jednorzędowy | 7 | 50 | R3 |
| 201 | 1 grosz polski 1817 | ogon orła dwurzędowy | – | 10 | |
| 202 | 1 grosz polski 1817 | ogon orła dwurzędowy, litery i cyfry mniejsze – nowe bicie                                                                      | 1 | – | R |
| 203 | 1 grosz polski 1818 | I.B. | – | 10 | |
| 204 | 1 grosz polski 1818 | brak liter I.B. na awersie | 5 | – | R |
| 205 | 1 grosz polski 1819 | | 1 | – | R |
| 206 | 1 grosz polski 1819 | litery i cyfry mniejsze – nowe bicie                                                                                            | 2 | – | R |
| 207 | 1 grosz polski 1820 | | – | 20 | |
| 208 | 1 grosz polski 1821 | | – | 25 | |
| 209 | 1 grosz polski 1822 | | 5 | – | R3 |
| 210 | 1 grosz polski 1822 | Z MIEDZI KRAIOWEY; korona szeroka                                                                                               | – | 10 | |
| 211 | 1 grosz polski 1822 | Z MIEDZI KRAIOWEY; korona wąska                                                                                                 | – | 10 | |
| 212 | 1 grosz polski 1823 | Z MIEDZI KRAIOWEY; korona szeroka                                                                                               | – | 10 | |
| 213 | 1 grosz polski 1823 | Z MIEDZI KRAIOWEY; korona wąska                                                                                                 | – | 10 | |
| 214 | 1 grosz polski 1824 | Z MIEDZI KRAIOWEY; korona szeroka                                                                                               | – | 10 | |
| 215 | 1 grosz polski 1824 | Z MIEDZI KRAIOWEY; korona wąska                                                                                                 | – | 10 | |
| 216 | 1 grosz polski 1824 | | unikat | | R* |
| 217 | 1 grosz polski 1825 | Z MIEDZI KRAIOWEY; korona szeroka                                                                                               | – | 10 | |
| 218 | 1 grosz polski 1825 | Z MIEDZI KRAIOWEY; korona wąska                                                                                                 | – | 30 | |
| 219 | 1 grosz polski 1826 | Z MIEDZI KRAIOWEY | 15 | – | R4 |
| 220 | 1 grosz polski 1828 | | – | 10 | |
| 221 | 1 grosz polski 1829 | litery i cyfry mniejsze | – | 10 | |
| 222 | 1 grosz polski 1829 | litery i cyfry większe | – | 20 | |
| 223 | 1 grosz polski 1829 | litery i cyfry cieńsze – nowe bicie                                                                                             | 1 | – | R |
| 224 | 1 grosz polski 1830 | F.H. | – | 10 | |
| 225 | 1 grosz polski 1830 | F.H., litery i cyfry węższe – nowe bicie                                                                                        | 1 | – | R |
| 226 | 1 grosz polski 1830 | K.G. | – | 60 | |
| 227 | 1 grosz polski 1830 | K.G., litery i cyfry węższe – nowe bicie                                                                                        | 1 | 50 | R |
| 228 | 1 grosz polski 1831 | | – | 20 | |
| 229 | 1 grosz polski 1832 | cyfry roku 1832 mniejsze | – | 10 | |
| 230 | 1 grosz polski 1832 | cyfry roku 1832 większe, w cyfrze 2 górna część zaokrąglona                                                                     | – | 20 | |
| 231 | 1 grosz polski 1833 | | – | 30 | |
| 232 | 1 grosz polski 1833 | litery K.G węższe – nowe bicie                                                                                                  | 1 | 50 | R |
| 233 | 1 grosz polski 1834 | K.G. | – | 50 | R |
| 234 | 1 grosz polski 1834 | I.P. | – | 10 | |
| 235 | 1 grosz polski 1834 | I.P., litery i cyfry węższe – nowe bicie                                                                                        | 1 | – | |
| 236 | 1 grosz polski 1835 | | – | 10 | |
| 237 | 1 grosz polski 1835 | cyfry roku 1835 inne, 5 regularne                                                                                               | – | 10 | |
| 238 | 1 grosz polski 1835 | litery I.P. węższe – nowe bicie                                                                                                 | 1 | – | |
| 239 | 1 grosz 1835 | w wieńcu 5 grup liści, Św. Jerzy bez płaszcza                                                                                   | – | 20 | |
| 240 | 1 grosz 1835 | w wieńcy 5 grup liści, Św. Jerzy w płaszczu                                                                                     | – | 50 | |
| 241 | 1 grosz 1835 | w wieńcu 6 grup liści | 10 | – | R4 |
| 242 | 1 grosz 1836 | tarcza herbowa większa | – | 30 | |
| 243 | 1 grosz 1836 | tarcza herbowa mniejsza | – | 10 | |
| 244 | 1 grosz 1836 | nieco odmienny wieniec (między ostatnimi grupami liści 3 jagody, a w gałązce dębowej 2 żołędzie) – nowe bicie                   | 1 | – | |
| 245 | 1 grosz 1837 | ogon orła szeroki, Św. Jerzy w płaszczu, tarcza herbowa duża                                                                    | 3 | – | |
| odmiana | 1 grosz 1837 | tarcza herbowa mała | 1 | – | |
| 246 | 1 grosz 1837 | ogon orła wąski, Św. Jerzy bez płaszcza, litera G w GROSZ z szeryfem                                                            | – | 20 | |
| odmiana | 1 grosz 1837 | litera G w GROSZ bez szeryfa | – | 20 | |
| 247 | 1 grosz 1837 | W.M. zamiast M.W. | 5 | – | R2 |
| 248 | 1 grosz 1837 | cyfry roku 1837 mniejsze – nowe bicie                                                                                           | 1 | – | |
| 249 | 1 grosz 1838 | ogon orła szeroki, Św. Jerzy w płaszczu                                                                                         | 3 | – | |
| 250 | 1 grosz 1838 | ogon orła wąski, Św. Jerzy bez płaszcza, litera G w GROSZ bez szeryfa                                                           | – | 20 | |
| odmiana | 1 grosz 1838 | litera G w GROSZ z szeryfem | – | 20 | |
| 251 | 1 grosz 1838 | ogon orła wąski, Św. Jerzy bez płaszcza, cyfry roku 1838 mniejsze, litera G w GROSZ z szeryfem – nowe bicie                     | 1 | – | |
| 252 | 1 grosz 1839 | cyfry roku 1839 większe | 3 | – | |
| 253 | 1 grosz 1839 | herb i ogon orła wąskie | 3 | – | |
| 254 | 1 grosz 1839 | cyfry roku 1839 mniejsze | – | 10 | |
| 255 | 1 grosz 1839 | kropka po GROSZ | – | 10 | |
| 256 | 1 grosz 1839 | kropka po roku 1839 | – | 10 | |
| 257 | 1 grosz 1839 | kropki po GROSZ i po roku 1839                                                                                                  | 1 | – | R |
| 258 | 1 grosz 1840 | cyfry roku 1840 większe | – | 20 | |
| odmiana | 1 grosz 1840 | przebitka roku z 1839 na 1840                                                                                                   | – | 75 | |
| 259 | 1 grosz 1840 | cyfry roku 1840 mniejsze | – | 10 | |
| 260 | 1 grosz 1840 | średnica większa, litery w napisie węższe, otok wypukły, moneta wykonana staranniej                                             | unikat | | R* |
| 261 | 1 grosz 1840 | bez wieńca na rewersie, orzeł większy                                                                                           | 25 | – | R5 |
| 262 | 1 grosz 1840 | bez wieńca na rewersie, orzeł mniejszy                                                                                          | 35 | – | R6 |
| 263 | JEDEN GROSZ 1840 | orzeł mniejszy | 40 | – | R6 |
| odmiana | JEDEN GROSZ 1840 | orzeł większy | 25 | – | R4 |
| 264 | 1 grosz 1841 | cyfry roku 1841 większe | 1 | 50 | R1 |
| 265 | 1 grosz 1841 | cyfry roku 1841 węższe – nowe bicie                                                                                             | 3 | – | R1 |
| 266 | JEDEN GROSZ 1841 | | 25 | – | R4 |
| 267 | IEDEN GROSZ 1841 | orzeł większy | 30 | – | R5 |
| 268 | IEDEN GROSZ 1841 | orzeł mniejszy | 40 | – | R6 |

### Monety bite w czasie powstania 1831 r.
| Nr      | Moneta                  | Odmiana/opis                                      | Wartość | Wartość  | Stopień rzadkości |
| Nr      | Moneta                  | Odmiana/opis                                      | ruble   | kopiejki | Stopień rzadkości |
| ------- | ----------------------- | ------------------------------------------------- | ------- | -------- | ----------------- |
| 269     | dukat holenderski 1831  | kropka przed pochodnią                            | 7       | 50       |                   |
| 270     | dukat holenderski 1831  | brak kropki przed pochodnią                       | 7       | 50       |                   |
| 271     | dukat holenderski 1831  | kropka za pochodnią                               | 7       | 50       |                   |
| 272     | 5 złotych polskich 1831 | 211/625                                           | 2       | –        |                   |
| odmiana | 5 złotych polskich 1831 | 311/625 zamiast 211/625                           | 5       | –        | R                 |
| 273     | 2 złote polskie 1831    | Pogoń z pochwą                                    | –       | 50       |                   |
| odmiana | 2 złote polskie 1831    | Pogoń bez pochwy                                  | 1       | –        |                   |
| 274     | 2 złote polskie 1831    | ZLOTE zamiast ZŁOTE                               | 7       | 50       | R1                |
| 275     | 1 złoty polski 1831     |                                                   | 25      | –        | R5                |
| 276     | 10 groszy polskich 1831 | łapy orła proste, K.G. mniejsze                   | –       | 50       |                   |
| 277     | 10 groszy polskich 1831 | łapy orła proste, K.G. większe                    | –       | 50       |                   |
| 278     | 10 groszy polskich 1831 | łapy orła zagięte                                 | –       | 50       |                   |
| 279     | 10 groszy polskich 1831 | łapy orła zagięte, korona szeroka                 | –       | 50       |                   |
| 280     | 10 groszy polskich 1831 | W OBLĘŻENIU ZAMOŚCIA                              | unikat  |          | R*                |
| 281     | 5 groszy polskich 1831  |                                                   | unikat  |          | R*                |
| 282     | 3 grosze polskie 1831   | łapy orła proste                                  | –       | 50       |                   |
| odmiana | 3 grosze polskie 1831   | łapy orła proste, brak kropki po POLS na rewersie | 1       | –        | R                 |
| 283     | 3 grosze polskie 1831   | łapy orła zagięte                                 | 5       | –        | R2                |

### Odważniki dla określania wagi monet złotych, bite w mennicy warszawskiej
| Nr  | Moneta                      | Odmiana/opis | Wartość | Wartość  | Stopień rzadkości |
| Nr  | Moneta                      | Odmiana/opis | ruble   | kopiejki | Stopień rzadkości |
| --- | --------------------------- | ------------ | ------- | -------- | ----------------- |
| 284 | IMPERYAŁ PRÓBY 88 (1764)    |              | 1       | 50       |                   |
| 285 | IMPERYAŁ PRÓBY 94 (1801)    |              | 1       | 50       |                   |
| 286 | PÓŁIMPERYAŁ PRÓBY 88 (1764) |              | 1       | –        |                   |
| 287 | PÓŁIMPERYAŁ PRÓBY 91 (1801) |              | 1       | –        |                   |
| 288 | PÓŁIMPERYAŁ PRÓBY 88 (1817) |              | 1       | –        |                   |
| 289 | ZŁOTY KRÓLEWSKI PODWÓJNY    |              | –       | 75       |                   |
| 290 | ZŁOTY KRÓLEWSKI POJEDYNCZY  |              | –       | 75       |                   |
| 291 | DUKAT                       |              | 3       | –        | R                 |
| 292 | FRYDRYCHS D'OR              |              | 1       | –        |                   |

### Monety Wolnego Miasta Krakowa
| Nr      | Moneta         | Odmiana/opis               | Wartość | Wartość  | Stopień rzadkości |
| Nr      | Moneta         | Odmiana/opis               | ruble   | kopiejki | Stopień rzadkości |
| ------- | -------------- | -------------------------- | ------- | -------- | ----------------- |
| 293     | 2 złote 1835   |                            | unikat  |          | R*                |
| 294     | 1 złoty 1835   |                            | –       | 50       |                   |
| 295     | 10 groszy 1835 |                            | –       | 20       |                   |
| 296     | 5 groszy 1835  |                            | –       | 20       |                   |
| 297     | 3 grosze 1835  |                            | 5       | –        | R2                |
| odmiana | 3 grosze 1835  | kropka przy gałązkach dębu | unikat  |          | R*                |

## Monety z napisami rosyjsko-polskimi

### Monety złote
| Nr                                           | Moneta                                       | Odmiana/opis                                 | Wartość                                      | Wartość                                      | Stopień rzadkości                            |
| Nr                                           | Moneta                                       | Odmiana/opis                                 | ruble                                        | kopiejki                                     | Stopień rzadkości                            |
| 3 RUBLE (20 ZŁOTYCH) bite w latach 1834–1841 | 3 RUBLE (20 ZŁOTYCH) bite w latach 1834–1841 | 3 RUBLE (20 ZŁOTYCH) bite w latach 1834–1841 | 3 RUBLE (20 ZŁOTYCH) bite w latach 1834–1841 | 3 RUBLE (20 ZŁOTYCH) bite w latach 1834–1841 | 3 RUBLE (20 ZŁOTYCH) bite w latach 1834–1841 |
| -------------------------------------------- | -------------------------------------------- | -------------------------------------------- | -------------------------------------------- | -------------------------------------------- | -------------------------------------------- |
| 298                                          | 3 ruble – 20 złotych 1834                    | M.W.                                         | 30                                           | –                                            |                                              |
| 299                                          | 3 ruble – 20 złotych 1834                    | С.П.Б.                                       | 5                                            | 50                                           |                                              |
| 300                                          | 3 ruble – 20 złotych 1835                    | M.W.                                         | 30                                           | –                                            | R4                                           |
| 301                                          | 3 ruble – 20 złotych 1835                    | С.П.Б.                                       | 5                                            | 50                                           |                                              |
| 302                                          | 3 ruble – 20 złotych 1836                    | M.W.                                         | 30                                           | –                                            | R4                                           |
| 303                                          | 3 ruble – 20 złotych 1836                    | С.П.Б.                                       | 5                                            | 50                                           |                                              |
| 304                                          | 3 ruble – 20 złotych 1837                    | M.W.                                         | 45                                           | –                                            | R5                                           |
| 305                                          | 3 ruble – 20 złotych 1837                    | С.П.Б.                                       | 5                                            | 50                                           |                                              |
| 306                                          | 3 ruble – 20 złotych 1838                    | M.W.                                         | 100                                          | –                                            | R7                                           |
| 307                                          | 3 ruble – 20 złotych 1838                    | С.П.Б.                                       | 5                                            | 50                                           |                                              |
| 308                                          | 3 ruble – 20 złotych 1839                    | M.W.                                         | 100                                          | –                                            | R6                                           |
| 309                                          | 3 ruble – 20 złotych 1839                    | С.П.Б.                                       | 6                                            | –                                            |                                              |
| 310                                          | 3 ruble – 20 złotych 1840                    | M.W.                                         | 250                                          | –                                            | R8                                           |
| 311                                          | 3 ruble – 20 złotych 1840                    | С.П.Б.                                       | 20                                           | –                                            |                                              |
| 312                                          | 3 ruble – 20 złotych 1841                    | С.П.Б.                                       | unikat                                       |                                              | R*                                           |

### Monety srebrne

#### 1½ rubla (10 złotych)
| Nr                                            | Moneta                                        | Odmiana/opis                                                              | Wartość                                       | Wartość                                       | Stopień rzadkości                             |
| Nr                                            | Moneta                                        | Odmiana/opis                                                              | ruble                                         | kopiejki                                      | Stopień rzadkości                             |
| 1½ RUBLA (10 ZŁOTYCH) bite w latach 1833–1841 | 1½ RUBLA (10 ZŁOTYCH) bite w latach 1833–1841 | 1½ RUBLA (10 ZŁOTYCH) bite w latach 1833–1841                             | 1½ RUBLA (10 ZŁOTYCH) bite w latach 1833–1841 | 1½ RUBLA (10 ZŁOTYCH) bite w latach 1833–1841 | 1½ RUBLA (10 ZŁOTYCH) bite w latach 1833–1841 |
| --------------------------------------------- | --------------------------------------------- | ------------------------------------------------------------------------- | --------------------------------------------- | --------------------------------------------- | --------------------------------------------- |
| 313                                           | 1½ rubla – 10 złotych 1833                    | Н.Г., po siódmej kępce wieńca laurowego 3 jagody                          | 2                                             | 50                                            |                                               |
| odmiana                                       | 1½ rubla – 10 złotych 1833                    | Н.Г., po siódmej kępce wieńca laurowego 2 jagody                          | 2                                             | 50                                            |                                               |
| 314                                           | 1½ rubla – 10 złotych 1834                    | Н.Г., po pierwszej i siódmej kępce wieńca laurowego po 1 jagodzie         | 3                                             | –                                             |                                               |
| 315                                           | 1½ rubla – 10 złotych 1834                    | Н.Г., po szóstej i siódmej kępce wieńca laurowego po 2 jagody             | 3                                             | –                                             |                                               |
| 316                                           | 1½ rubla – 10 złotych 1834                    | Н.Г., po siódmej kępce wieńca laurowego 2 jagody                          | 3                                             | –                                             |                                               |
| 317                                           | 1½ rubla – 10 złotych 1834                    | Н.Г., po siódmej kępce wieńca laurowego 3 jagody                          | 3                                             | –                                             |                                               |
| 318                                           | 1½ rubla – 10 złotych 1834                    | Н.Г., po pierwszej i siódmej kępce wieńca laurowego po 2 jagody           | 3                                             | –                                             |                                               |
| 319                                           | 1½ rubla – 10 złotych 1834                    | Н.Г., po pierwszej kępce wieńca laurowego 2 jagody, a po siódmej 3 jagody | 3                                             | –                                             |                                               |
| 320                                           | 1½ rubla – 10 złotych 1835                    | M.W.                                                                      | 3                                             | 50                                            |                                               |
| 321                                           | 1½ rubla – 10 złotych 1835                    | Н.Г., po trzeciej i czwartej kępce wieńca laurowego po 1 jagodzie         | 3                                             | –                                             |                                               |
| 322                                           | 1½ rubla – 10 złotych 1835                    | Н.Г., po trzeciej kępce wieńca laurowego 1 jagoda, a po czwartej 2 jagody | 3                                             | –                                             |                                               |
| 323                                           | 1½ rubla – 10 złotych 1835                    | Н.Г., po trzeciej i czwartej kępce wieńca laurowego po 2 jagody           | 3                                             | –                                             |                                               |
| 324                                           | 1½ rubla – 10 złotych 1835                    | rubel familijny, na awersie i rewersie napis Р.П.УТКИНЪ                   | 150                                           | –                                             | R5                                            |
| 325                                           | 1½ rubla – 10 złotych 1836                    | M.W., cyfry roku 1836 mniejsze                                            | 2                                             | 50                                            |                                               |
| 326                                           | 1½ rubla – 10 złotych 1836                    | M.W., cyfry roku 1836 większe                                             | 2                                             | 50                                            |                                               |
| 327                                           | 1½ rubla – 10 złotych 1836                    | Н.Г., po trzeciej i czwartej kępce wieńca laurowego po 1 jagodzie         | 2                                             | 50                                            |                                               |
| 328                                           | 1½ rubla – 10 złotych 1836                    | Н.Г., po trzeciej i czwartej kępce wieńca laurowego po 2 jagody           | 2                                             | 50                                            |                                               |
| 329                                           | 1½ rubla – 10 złotych 1836                    | rubel familijny, na awersie napis Р.П.УТКИНЪ                              | 75                                            | –                                             | R4                                            |
| 330                                           | 1½ rubla – 10 złotych 1836                    | rubel familijny, na awersie napis П.У.                                    | 25                                            | –                                             | R1                                            |
| 331                                           | 1½ rubla – 10 złotych 1836                    | rubel familijny bez napisów Р.П.УТКИНЪ ani П.У.                           | 200                                           | –                                             | R8                                            |
| 332                                           | 1½ rubla – 10 złotych 1837                    | M.W., cyfry roku 1837 małe                                                | 2                                             | 50                                            |                                               |
| 333                                           | 1½ rubla – 10 złotych 1837                    | M.W., cyfry roku 1837 duże                                                | 2                                             | 50                                            |                                               |
| odmiana                                       | 1½ rubla – 10 złotych 1837                    | M.W., cyfra 7 roku 1837 odwrócona                                         | 2                                             | 50                                            |                                               |
| 334                                           | 1½ rubla – 10 złotych 1837                    | Н.Г.                                                                      | 3                                             | 50                                            |                                               |
| odmiana                                       | 1½ rubla – 10 złotych 1837                    | Н.Г., przebitka cyfry roku 6–>7                                           | 4                                             | –                                             |                                               |
| 335                                           | 1½ rubla – 10 złotych 1838                    | M.W.                                                                      | 10                                            | –                                             | R2                                            |
| 336                                           | 1½ rubla – 10 złotych 1838                    | Н.Г.                                                                      | 75                                            | –                                             | R5                                            |
| 337                                           | 1½ rubla – 10 złotych 1839                    | M.W.                                                                      | 6                                             | –                                             | R                                             |
| 338                                           | 1½ rubla – 10 złotych 1839                    | Н.Г.                                                                      | 75                                            | –                                             | R4                                            |
| 339                                           | 1½ rubla – 10 złotych 1840                    | M.W.                                                                      | 3                                             | 50                                            |                                               |
| 340                                           | 1½ rubla – 10 złotych 1840                    | Н.Г.                                                                      | 75                                            | –                                             | R5                                            |
| odmiana                                       | 1½ rubla – 10 złotych 1840                    | Н .Г., przebita roku 39–>40                                               | 75                                            | –                                             | R5                                            |
| 341                                           | 1½ rubla – 10 złotych 1841                    | M.W.                                                                      | 3                                             | –                                             | R5                                            |
| 342                                           | 1½ rubla – 10 złotych 1841                    | Н.Г.                                                                      | 75                                            | –                                             | R5                                            |

#### ¾ rubla (5 złotych)
| Nr                                          | Moneta                                      | Odmiana/opis                                                                         | Wartość                                     | Wartość                                     | Stopień rzadkości                           |
| Nr                                          | Moneta                                      | Odmiana/opis                                                                         | ruble                                       | kopiejki                                    | Stopień rzadkości                           |
| ¾ RUBLA (5 ZŁOTYCH) bite w latach 1833–1841 | ¾ RUBLA (5 ZŁOTYCH) bite w latach 1833–1841 | ¾ RUBLA (5 ZŁOTYCH) bite w latach 1833–1841                                          | ¾ RUBLA (5 ZŁOTYCH) bite w latach 1833–1841 | ¾ RUBLA (5 ZŁOTYCH) bite w latach 1833–1841 | ¾ RUBLA (5 ZŁOTYCH) bite w latach 1833–1841 |
| ------------------------------------------- | ------------------------------------------- | ------------------------------------------------------------------------------------ | ------------------------------------------- | ------------------------------------------- | ------------------------------------------- |
| 343                                         | ¾ rubla – 5 złotych 1833                    | Н.Г., ogon orła o 11 piórach                                                         | 1                                           | 50                                          |                                             |
| 344                                         | ¾ rubla – 5 złotych 1833                    | Н.Г., ogon orła o 11 piórach, po drugiej kępce wieńca laurowego 2 jagody             | 3                                           | 50                                          |                                             |
| 345                                         | ¾ rubla – 5 złotych 1833                    | Н.Г., ogon orła o 9 piórach                                                          | 3                                           | 50                                          |                                             |
| 346                                         | ¾ rubla – 5 złotych 1834                    | M.W. brak kropki po roku                                                             | 3                                           | –                                           |                                             |
| odmiana                                     | ¾ rubla – 5 złotych 1834                    | M.W., kropka po roku                                                                 | 3                                           | –                                           |                                             |
| 347                                         | ¾ rubla – 5 złotych 1834                    | Н.Г., ogon orła o 11 piórach                                                         | 2                                           | –                                           |                                             |
| 348                                         | ¾ rubla – 5 złotych 1835                    | M.W., cyfry roku 1835 większe                                                        | 1                                           | 50                                          |                                             |
| odmiana                                     | ¾ rubla – 5 złotych 1835                    | M.W., cyfry roku 1835 mniejsze                                                       | 1                                           | 50                                          |                                             |
| 349                                         | ¾ rubla – 5 złotych 1835                    | Н.Г., ogon orła o 11 piórach                                                         | 2                                           | 50                                          |                                             |
| 350                                         | ¾ rubla – 5 złotych 1835                    | Н.Г., ogon orła o 9 piórach                                                          | 2                                           | 50                                          |                                             |
| 351                                         | ¾ rubla – 5 złotych 1836                    | M.W., ogon orła o 9 piórach, po piątej kępce laurowej 2 jagody, brak kropki po ZŁOT  | 2                                           | 50                                          |                                             |
| 352                                         | ¾ rubla – 5 złotych 1836                    | M.W., ogon orła o 11 piórach, po piątej kępce laurowej 3 jagody                      | 1                                           | 50                                          |                                             |
| 353                                         | ¾ rubla – 5 złotych 1836                    | M.W., ogon orła o 9 piórach, po piątej kępce laurowej 3 jagody, cyfry roku 1836 duże | 1                                           | 50                                          |                                             |
| odmiana a                                   | ¾ rubla – 5 złotych 1836                    | M.W., ogon orła o 11 piórach, po piątej kępce laurowej 2 jagody                      | 1                                           | 50                                          |                                             |
| odmiana b                                   | ¾ rubla – 5 złotych 1836                    | M.W., ogon orła o 9 piórach, po piątej kępce laurowej 3 jagody, cyfry roku 1836 małe | 1                                           | 50                                          |                                             |
| 354                                         | ¾ rubla – 5 złotych 1836                    | Н.Г., ogon orła o 11 piórach                                                         | 2                                           | –                                           |                                             |
| 355                                         | ¾ rubla – 5 złotych 1836                    | Н.Г., ogon orła o 9 piórach                                                          | 2                                           | –                                           |                                             |
| 356                                         | ¾ rubla – 5 złotych 1837                    | M.W., po piątej kępce laurowej 2 jagody                                              | 1                                           | 50                                          |                                             |
| 357                                         | ¾ rubla – 5 złotych 1837                    | M.W., po piątej kępce laurowej 3 jagody                                              | 1                                           | 50                                          |                                             |
| odmiana a                                   | ¾ rubla – 5 złotych 1837                    | M.W., po piątej kępce laurowej 3 jagody, brak kropki po roku 1837                    | 1                                           | 50                                          |                                             |
| odmiana b                                   | ¾ rubla – 5 złotych 1837                    | M.W., po piątej kępce laurowej 3 jagody, brak kreski ułamkowej w ¾                   | 3                                           | 50                                          |                                             |
| 358                                         | ¾ rubla – 5 złotych 1837                    | Н.Г., ogon orła o 11 piórach                                                         | 3                                           | –                                           |                                             |
| 359                                         | ¾ rubla – 5 złotych 1837                    | Н.Г., ogon orła o 9 piórach                                                          | 2                                           | –                                           |                                             |
| 360                                         | ¾ rubla – 5 złotych 1838                    | M.W., po piątej kępce laurowej 2 jagody                                              | 1                                           | 50                                          |                                             |
| 361                                         | ¾ rubla – 5 złotych 1838                    | M.W., po piątej kępce laurowej 3 jagody                                              | 1                                           | 50                                          |                                             |
| 362                                         | ¾ rubla – 5 złotych 1838                    | Н.Г., ogon orła o 9 piórach                                                          | 50                                          | –                                           | R4                                          |
| 363                                         | ¾ rubla – 5 złotych 1839                    | M.W., cyfry roku 1839 duże                                                           | 1                                           | –                                           |                                             |
| odmiana                                     | ¾ rubla – 5 złotych 1839                    | M.W., cyfry roku 1839 małe                                                           | 1                                           | –                                           |                                             |
| 364                                         | ¾ rubla – 5 złotych 1839                    | Н.Г., ogon orła o 9 piórach                                                          | 75                                          | –                                           | R4                                          |
| 365                                         | ¾ rubla – 5 złotych 1840                    | M.W., ogon orła o 9 piórach, cyfry roku 1840 duże                                    | 1                                           | –                                           |                                             |
| odmiana                                     | ¾ rubla – 5 złotych 1840                    | M.W., ogon orła o 9 piórach, cyfry roku 1840 małe                                    | 1                                           | –                                           |                                             |
| 366                                         | ¾ rubla – 5 złotych 1840                    | M.W., ogon orła dwurzędowy                                                           | 2                                           | 50                                          |                                             |
| 367                                         | ¾ rubla – 5 złotych 1840                    | Н.Г., ogon orła o 9 piórach                                                          | 50                                          | –                                           | R5                                          |
| 368                                         | ¾ rubla – 5 złotych 1841                    | M.W., ogon orła dwurzędowy, cyfry roku 1841 małe                                     | 1                                           | –                                           |                                             |
| 369                                         | ¾ rubla – 5 złotych 1841                    | M.W., ogon orła dwurzędowy, cyfry roku 1841 duże                                     | 1                                           | –                                           |                                             |
| odmiana a                                   | ¾ rubla – 5 złotych 1841                    | M.W., ogon orła dwurzędowy, cyfry roku 1841 duże, brak kropki po РУБЛЯ, ZŁOT i 1841  | 2                                           | –                                           |                                             |
| odmiana b                                   | ¾ rubla – 5 złotych 1841                    | M.W., ogon orła o 9 piórach                                                          | 1                                           | 50                                          |                                             |
| 370                                         | ¾ rubla – 5 złotych 1841                    | Н.Г., ogon orła o 9 piórach                                                          | 50                                          | –                                           | R5                                          |

#### 30 kopiejek (2 złote)
| Nr                                            | Moneta                                        | Odmiana/opis                                                    | Wartość                                       | Wartość                                       | Stopień rzadkości                             |
| Nr                                            | Moneta                                        | Odmiana/opis                                                    | ruble                                         | kopiejki                                      | Stopień rzadkości                             |
| 30 KOPIEJEK (2 ZŁOTE) bite w latach 1834–1841 | 30 KOPIEJEK (2 ZŁOTE) bite w latach 1834–1841 | 30 KOPIEJEK (2 ZŁOTE) bite w latach 1834–1841                   | 30 KOPIEJEK (2 ZŁOTE) bite w latach 1834–1841 | 30 KOPIEJEK (2 ZŁOTE) bite w latach 1834–1841 | 30 KOPIEJEK (2 ZŁOTE) bite w latach 1834–1841 |
| --------------------------------------------- | --------------------------------------------- | --------------------------------------------------------------- | --------------------------------------------- | --------------------------------------------- | --------------------------------------------- |
| 371                                           | 30 kopiejek – 2 złote 1834                    |                                                                 | 5                                             | –                                             | R1                                            |
| odmiana                                       | 30 kopiejek – 2 złote 1834                    | brak kropki po ДОЛИ                                             | 5                                             | –                                             | R1                                            |
| 372                                           | 30 kopiejek – 2 złote 1835                    |                                                                 | –                                             | 50                                            |                                               |
| 373                                           | 30 kopiejek – 2 złote 1836                    | cyfra 6 roku 1836 przekrzywiona (zakręcona)                     | –                                             | 45                                            |                                               |
| 374                                           | 30 kopiejek – 2 złote 1836                    | cyfra 6 roku 1836 normalna                                      | –                                             | 45                                            |                                               |
| 375                                           | 30 kopiejek – 2 złote 1837                    | ogon orła długi                                                 | –                                             | 75                                            |                                               |
| 376                                           | 30 kopiejek – 2 złote 1837                    | ogon orła krótki                                                | –                                             | 75                                            |                                               |
| 377                                           | 30 kopiejek – 2 złote 1838                    |                                                                 | –                                             | 45                                            |                                               |
| 378                                           | 30 kopiejek – 2 złote 1839                    | środkowe pióro ogona orła niewystające                          | –                                             | 40                                            |                                               |
| odmiana a                                     | 30 kopiejek – 2 złote 1839                    | brak kreski ułamkowej w 52½                                     | 1                                             | –                                             |                                               |
| odmiana b                                     | 30 kopiejek – 2 złote 1839                    | środkowe pióro ogona orła wystające                             | –                                             | 40                                            |                                               |
| 379                                           | 30 kopiejek – 2 złote 1840                    | środkowe pióro ogona orła niewystające, kropka po roku 1840     | 2                                             | –                                             |                                               |
| odmiana a                                     | 30 kopiejek – 2 złote 1840                    | środkowe pióro ogona orła niewystające, bez kropki po roku 1840 | –                                             | 50                                            |                                               |
| odmiana b                                     | 30 kopiejek – 2 złote 1840                    | środkowe pióro ogona orła wystające, bez kropki po roku 1840    | –                                             | 50                                            |                                               |
| 380                                           | 30 kopiejek – 2 złote 1841                    |                                                                 | 1                                             | –                                             |                                               |

#### 25 kopiejek (50 groszy)
| Nr                                                          | Moneta                                                      | Odmiana/opis                                                | Wartość                                                     | Wartość                                                     | Stopień rzadkości                                           |
| Nr                                                          | Moneta                                                      | Odmiana/opis                                                | ruble                                                       | kopiejki                                                    | Stopień rzadkości                                           |
| 25 KOPIEJEK (50 GROSZY) bite w latach 1842–1848 i w r. 1850 | 25 KOPIEJEK (50 GROSZY) bite w latach 1842–1848 i w r. 1850 | 25 KOPIEJEK (50 GROSZY) bite w latach 1842–1848 i w r. 1850 | 25 KOPIEJEK (50 GROSZY) bite w latach 1842–1848 i w r. 1850 | 25 KOPIEJEK (50 GROSZY) bite w latach 1842–1848 i w r. 1850 | 25 KOPIEJEK (50 GROSZY) bite w latach 1842–1848 i w r. 1850 |
| ----------------------------------------------------------- | ----------------------------------------------------------- | ----------------------------------------------------------- | ----------------------------------------------------------- | ----------------------------------------------------------- | ----------------------------------------------------------- |
| 381                                                         | 25 kopiejek – 50 groszy 1842                                |                                                             | 1                                                           | –                                                           |                                                             |
| 382                                                         | 25 kopiejek – 50 groszy 1843                                |                                                             | 1                                                           | –                                                           |                                                             |
| 383                                                         | 25 kopiejek – 50 groszy 1844                                |                                                             | 5                                                           | –                                                           | R3                                                          |
| 384                                                         | 25 kopiejek – 50 groszy 1845                                |                                                             | 5                                                           | –                                                           |                                                             |
| 385                                                         | 25 kopiejek – 50 groszy 1846                                |                                                             | –                                                           | 50                                                          |                                                             |
| 386                                                         | 25 kopiejek – 50 groszy 1847                                |                                                             | –                                                           | 50                                                          |                                                             |
| 387                                                         | 25 kopiejek – 50 groszy 1848                                |                                                             | 1                                                           | –                                                           |                                                             |
| 388                                                         | 25 kopiejek – 50 groszy 1850                                |                                                             | –                                                           | 50                                                          |                                                             |

#### 20 kopiejek (40 groszy)
| Nr                                                                    | Moneta                                                                | Odmiana/opis                                                                                              | Wartość                                                               | Wartość                                                               | Stopień rzadkości                                                     |
| Nr                                                                    | Moneta                                                                | Odmiana/opis                                                                                              | ruble                                                                 | kopiejki                                                              | Stopień rzadkości                                                     |
| 20 KOPIEJEK (40 GROSZY) bite w latach 1842–1846 oraz w r. 1848 i 1850 | 20 KOPIEJEK (40 GROSZY) bite w latach 1842–1846 oraz w r. 1848 i 1850 | 20 KOPIEJEK (40 GROSZY) bite w latach 1842–1846 oraz w r. 1848 i 1850                                     | 20 KOPIEJEK (40 GROSZY) bite w latach 1842–1846 oraz w r. 1848 i 1850 | 20 KOPIEJEK (40 GROSZY) bite w latach 1842–1846 oraz w r. 1848 i 1850 | 20 KOPIEJEK (40 GROSZY) bite w latach 1842–1846 oraz w r. 1848 i 1850 |
| --------------------------------------------------------------------- | --------------------------------------------------------------------- | --- | --------------------------------------------------------------------- | --------------------------------------------------------------------- | --------------------------------------------------------------------- |
| 389                                                                   | 20 kopiejek – 40 groszy 1842                                          | | –                                                                     | 75                                                                    |                                                                       |
| 390                                                                   | 20 kopiejek – 40 groszy 1843                                          | | –                                                                     | 75                                                                    |                                                                       |
| 391                                                                   | 20 kopiejek – 40 groszy 1844                                          | | 1                                                                     | –                                                                     |                                                                       |
| 392                                                                   | 20 kopiejek – 40 groszy 1845                                          | | 1                                                                     | –                                                                     |                                                                       |
| 393                                                                   | 20 kopiejek – 40 groszy 1846                                          | | unikat                                                                |                                                                       | R*                                                                    |
| 394                                                                   | 20 kopiejek – 40 groszy 1848                                          | | 1                                                                     | –                                                                     |                                                                       |
| 395                                                                   | 20 kopiejek – 40 groszy 1850                                          | wieńce laurowy i dębowy na rewersie związane u dołu pojedynczą wstążką                                    | –                                                                     | 75                                                                    |                                                                       |
| 396                                                                   | 20 kopiejek – 40 groszy 1850                                          | wieńce laurowy i dębowy na rewersie związane u dołu podwójną wstążką, po bokach dodatkowa jagoda i żołądź | –                                                                     | 50                                                                    |                                                                       |
| 397                                                                   | 20 kopiejek – 40 groszy 1850                                          | wieńce laurowy i dębowy na rewersie związane u dołu podwójną wstążką, bez dodatkowych jagody i żołędzia   | –                                                                     | 40                                                                    |                                                                       |

#### 15 kopiejek (1 złoty)
| Nr                                            | Moneta                                        | Odmiana/opis                                                             | Wartość                                       | Wartość                                       | Stopień rzadkości                             |
| Nr                                            | Moneta                                        | Odmiana/opis                                                             | ruble                                         | kopiejki                                      | Stopień rzadkości                             |
| 15 KOPIEJEK (1 ZŁOTY) bite w latach 1832–1841 | 15 KOPIEJEK (1 ZŁOTY) bite w latach 1832–1841 | 15 KOPIEJEK (1 ZŁOTY) bite w latach 1832–1841                            | 15 KOPIEJEK (1 ZŁOTY) bite w latach 1832–1841 | 15 KOPIEJEK (1 ZŁOTY) bite w latach 1832–1841 | 15 KOPIEJEK (1 ZŁOTY) bite w latach 1832–1841 |
| --------------------------------------------- | --------------------------------------------- | ------------------------------------------------------------------------ | --------------------------------------------- | --------------------------------------------- | --------------------------------------------- |
| 398                                           | 15 kopiejek – 1 złoty 1832                    | Н.Г.                                                                     | 1                                             | 50                                            |                                               |
| 399                                           | 15 kopiejek – 1 złoty 1833                    | Н.Г.                                                                     | 1                                             | –                                             |                                               |
| 400                                           | 15 kopiejek – 1 złoty 1834                    | M.W.                                                                     | 10                                            | –                                             | R2                                            |
| 401                                           | 15 kopiejek – 1 złoty 1834                    | Н.Г.                                                                     | 10                                            | –                                             | R3                                            |
| 402                                           | 15 kopiejek – 1 złoty 1835                    | M.W., brak kropki po roku 1835                                           | –                                             | 40                                            |                                               |
| 403                                           | 15 kopiejek – 1 złoty 1835                    | M.W., kropka po roku 1835                                                | –                                             | 40                                            |                                               |
| 404                                           | 15 kopiejek – 1 złoty 1835                    | Н.Г.                                                                     | 2                                             | –                                             |                                               |
| 405                                           | 15 kopiejek – 1 złoty 1836                    | M.W., ogon orła o 9 piórach, brak kropki po roku 1836                    | –                                             | 50                                            |                                               |
| odmiana a                                     | 15 kopiejek – 1 złoty 1836                    | M.W., ogon orła o 9 piórach, kropka po roku 1836                         | –                                             | 50                                            |                                               |
| odmiana b                                     | 15 kopiejek – 1 złoty 1836                    | M.W., ogon orła o 9 piórach, na rewersie A w ЧИСТАВО bez poziomej kreski | 1                                             | 50                                            | R                                             |
| 406                                           | 15 kopiejek – 1 złoty 1836                    | M.W., ogon orła o 7 piórach, brak kropki po roku 1836                    | –                                             | 50                                            |                                               |
| 407                                           | 15 kopiejek – 1 złoty 1836                    | Н.Г.                                                                     | –                                             | 40                                            |                                               |
| 408                                           | 15 kopiejek – 1 złoty 1837                    | M.W., ogon orła o 7 piórach, brak kropi po roku 1837                     | –                                             | 40                                            |                                               |
| 409                                           | 15 kopiejek – 1 złoty 1837                    | Н.Г.                                                                     | 10                                            | –                                             | R1                                            |
| odmiana                                       | 15 kopiejek – 1 złoty 1837                    | Н.Г., przebitka ostatniej cyfry roku 6–>7                                | 10                                            | –                                             | R                                             |
| 410                                           | 15 kopiejek – 1 złoty 1838                    | M.W., brak kropki po roku 1838                                           | –                                             | 60                                            |                                               |
| odmiana                                       | 15 kopiejek – 1 złoty 1838                    | M.W., kropka po roku 1838                                                | –                                             | 75                                            |                                               |
| 411                                           | 15 kopiejek – 1 złoty 1838                    | Н.Г., litery Н oraz Г ustawione pionowo                                  | –                                             | 40                                            |                                               |
| odmiana                                       | 15 kopiejek – 1 złoty 1838                    | Н.Г., litery Н oraz Г ustawione ukośnie                                  | –                                             | 75                                            |                                               |
| 412                                           | 15 kopiejek – 1 złoty 1839                    | M.W., kropka po roku 1839                                                | –                                             | 60                                            |                                               |
| odmiana                                       | 15 kopiejek – 1 złoty 1839                    | M.W., brak kropki po roku 1839                                           | –                                             | 30                                            |                                               |
| 413                                           | 15 kopiejek – 1 złoty 1839                    | Н.Г.                                                                     | –                                             | 40                                            |                                               |
| 414                                           | 15 kopiejek – 1 złoty 1840                    | M.W., brak kropki po roku 1840                                           | 1                                             | –                                             |                                               |
| 415                                           | 15 kopiejek – 1 złoty 1840                    | M.W., kropka po roku 1840                                                | –                                             | 40                                            |                                               |
| 416                                           | 15 kopiejek – 1 złoty 1840                    | Н.Г., kropka po roku 1840                                                | –                                             | 40                                            |                                               |
| odmiana                                       | 15 kopiejek – 1 złoty 1840                    | Н.Г., kropka po roku 1840, ZLOTY zamiast ZŁOTY                           | 3                                             | –                                             | R                                             |
| 417                                           | 15 kopiejek – 1 złoty 1841                    | M.W.                                                                     | 3                                             | –                                             | R                                             |
| 418                                           | 15 kopiejek – 1 złoty 1841                    | Н.Г.                                                                     | 25                                            | –                                             | R6                                            |

#### Monety próbnewykonane przezMajnerta
| Nr                                     | Moneta                                 | Odmiana/opis                           | Wartość                                | Wartość                                | Stopień rzadkości                      |
| Nr                                     | Moneta                                 | Odmiana/opis                           | ruble                                  | kopiejki                               | Stopień rzadkości                      |
| 10 KOPIEJEK (20 GROSZY) bite w 1842 r. | 10 KOPIEJEK (20 GROSZY) bite w 1842 r. | 10 KOPIEJEK (20 GROSZY) bite w 1842 r. | 10 KOPIEJEK (20 GROSZY) bite w 1842 r. | 10 KOPIEJEK (20 GROSZY) bite w 1842 r. | 10 KOPIEJEK (20 GROSZY) bite w 1842 r. |
| -------------------------------------- | -------------------------------------- | -------------------------------------- | -------------------------------------- | -------------------------------------- | -------------------------------------- |
| 419                                    | 10 kopiejek – 20 groszy 1842           |                                        | 20                                     | –                                      | R5                                     |
| 5 KOPIEJEK (10 GROSZY) bite w 1842 r.  |                                        |                                        |                                        |                                        |                                        |
| 420                                    | 5 kopiejek – 10 groszy 1842            |                                        | 20                                     | –                                      | R5                                     |

## Monety z napisami rosyjskimi

### Monety złote
| Nr  | Moneta       | Odmiana/opis | Wartość | Wartość  | Stopień rzadkości |
| Nr  | Moneta       | Odmiana/opis | ruble   | kopiejki | Stopień rzadkości |
| --- | ------------ | ------------ | ------- | -------- | ----------------- |
| 421 | 5 rubli 1842 | M.W.         | 200     | –        | R7                |
| 422 | 5 rubli 1846 | M.W.         | 150     | –        | R7                |
| 423 | 5 rubli 1848 | M.W.         | 100     | –        | R5                |
| 424 | 5 rubli 1849 | M.W.         | 120     | –        | R6                |

### Monety srebrne

#### 1 rubel
| Nr                              | Moneta                          | Odmiana/opis                                                                                              | Wartość                         | Wartość                         | Stopień rzadkości               |
| Nr                              | Moneta                          | Odmiana/opis                                                                                              | ruble                           | kopiejki                        | Stopień rzadkości               |
| 1 RUBEL bity w latach 1842–1847 | 1 RUBEL bity w latach 1842–1847 | 1 RUBEL bity w latach 1842–1847                                                                           | 1 RUBEL bity w latach 1842–1847 | 1 RUBEL bity w latach 1842–1847 | 1 RUBEL bity w latach 1842–1847 |
| ------------------------------- | ------------------------------- | --- | ------------------------------- | ------------------------------- | ------------------------------- |
| 425                             | rubel 1842                      | M.W., ogon orła prosty                                                                                    | 1                               | 50                              |                                 |
| 426                             | rubel 1842                      | M.W., ogon orła prosty, błędny napis ЗОЛОТИИҜА zamiast ЗОЛОТНИҜА                                          | 3                               | –                               |                                 |
| odmiana                         | rubel 1842                      | M.W., ogon orła prosty, błędny napis ЗОЛОТИНҜА zamiast ЗОЛОТНИҜА                                          | 3                               | –                               |                                 |
| 427                             | rubel 1842                      | M.W., ogon orła wachlarzowaty                                                                             | 2                               | –                               |                                 |
| 428                             | rubel 1843                      | M.W., ogon orła prosty, 8 kępek w wieńcu laurowym                                                         | 1                               | 50                              |                                 |
| odmiana                         | rubel 1843                      | M.W., ogon orła prosty, 8 kępek w wieńcu laurowym, brak języków w głowach orła                            | 2                               | –                               |                                 |
| 429                             | rubel 1843                      | M.W., ogon orła prosty, 7 kępek w wieńcu laurowym                                                         | 10                              | –                               | R1                              |
| 430                             | rubel 1843                      | M.W., ogon orła wachlarzowaty, 7 kępek w wieńcu laurowym                                                  | 10                              | –                               | R2                              |
| 431                             | rubel 1843                      | M.W., ogon orła wachlarzowaty, 7 kępek w wieńcu laurowym                                                  | 1                               | 50                              |                                 |
| odmiana                         | rubel 1843                      | M.W., ogon orła wachlarzowaty, 7 kępek w wieńcu laurowym, brak języków w głowach orła                     | 2                               | –                               |                                 |
| 432                             | rubel 1844                      | M.W., ogon orła prosty, 7 kępek w wieńcu laurowym                                                         | 2                               | 50                              |                                 |
| 433                             | rubel 1844                      | M.W., ogon orła wachlarzowaty, 7 kępek w wieńcu laurowym                                                  | 1                               | 50                              |                                 |
| 434                             | rubel 1845                      | M.W., ogon orła wachlarzowaty, 7 kępek w wieńcu laurowym                                                  | 1                               | 50                              |                                 |
| 435                             | rubel 1846                      | M.W., ogon orła prosty, 8 kępek w wieńcu laurowym                                                         | 6                               | –                               |                                 |
| 436                             | rubel 1846                      | M.W., ogon orła nowy, 7 kępek w wieńcu laurowym                                                           | 10                              | –                               | R                               |
| 437                             | rubel 1846                      | M.W., ogon orła wachlarzowaty, 7 kępek w wieńcu laurowym                                                  | 1                               | 50                              |                                 |
| odmiana                         | rubel 1846                      | M.W., ogon orła wachlarzowaty, 7 kępek w wieńcu laurowym, korona na rewersie powyżej napisu, bez podstawy | 3                               | –                               |                                 |
| 438                             | rubel 1847                      | M.W., ogon orła prosty, 7 kępek w wieńcu laurowym, napis na awersie rozstrzelony                          | 3                               | –                               |                                 |
| 439                             | rubel 1847                      | M.W., ogon orła prosty, 7 kępek w wieńcu laurowym, napis na awersie ściśnięty                             | 1                               | 50                              |                                 |
| 440                             | rubel 1847                      | M.W., ogon orła wachlarzowaty, 7 kępek w wieńcu laurowym, napis na awersie ściśnięty                      | 7                               | 50                              |                                 |
| odmiana                         | rubel 1847                      | M.W., ogon orła wachlarzowaty, 7 kępek w wieńcu laurowym, napis na awersie rozstrzelony                   | 1                               | 50                              |                                 |

#### ½ rubla
| Nr                                          | Moneta                                      | Odmiana/opis                                                            | Wartość                                     | Wartość                                     | Stopień rzadkości                           |
| Nr                                          | Moneta                                      | Odmiana/opis                                                            | ruble                                       | kopiejki                                    | Stopień rzadkości                           |
| ½ RUBLA bite w latach 1842–1847 i w r. 1854 | ½ RUBLA bite w latach 1842–1847 i w r. 1854 | ½ RUBLA bite w latach 1842–1847 i w r. 1854                             | ½ RUBLA bite w latach 1842–1847 i w r. 1854 | ½ RUBLA bite w latach 1842–1847 i w r. 1854 | ½ RUBLA bite w latach 1842–1847 i w r. 1854 |
| ------------------------------------------- | ------------------------------------------- | ----------------------------------------------------------------------- | ------------------------------------------- | ------------------------------------------- | ------------------------------------------- |
| 441                                         | połtina 1842                                | M.W.                                                                    | 1                                           | 50                                          |                                             |
| 442                                         | połtina 1843                                | M.W., ogon orła prosty                                                  | 4                                           | 50                                          | R                                           |
| 443                                         | połtina 1843                                | M.W., ogon orła wachlarzowaty                                           | 1                                           | 20                                          |                                             |
| odmiana                                     | połtina 1843                                | M.W., ogon orła wachlarzowaty, A w ЧИСТАВО bez poziomej kreski          | 1                                           | 50                                          |                                             |
| 444                                         | połtina 1844                                | M.W., ogon orła prosty                                                  | 3                                           | –                                           |                                             |
| 445                                         | połtina 1844                                | M.W., ogon orła wachlarzowaty                                           | 1                                           | 20                                          |                                             |
| 446                                         | połtina 1845                                | M.W., ogon orła wachlarzowaty                                           | 2                                           | –                                           |                                             |
| 447                                         | połtina 1846                                | M.W., ogon orła wachlarzowaty                                           | –                                           | 75                                          |                                             |
| odmiana                                     | połtina 1846                                | M.W., ogon orła wachlarzowaty, brak kreski ułamkowej w 10½              | 2                                           | 50                                          |                                             |
| 448                                         | połtina 1846                                | M.W., ogon orła wachlarzowaty, błędny napis ЗОЛОТИИҜА zamiast ЗОЛОТНИҜА | 2                                           | 50                                          |                                             |
| 449                                         | połtina 1846                                | M.W., ogon orła wachlarzowaty, błędny napis ИОЛТИНА zamiast ПОЛТИНА     | 3                                           | –                                           | R                                           |
| odmiana                                     | połtina 1846                                | M.W., ogon orła wachlarzowaty, błędny napis IIОЛТИНА zamiast ПОЛТИНА    | –                                           | 75                                          |                                             |
| 450                                         | połtina 1847                                | M.W., ogon orła wachlarzowaty                                           | –                                           | 75                                          |                                             |
| 451                                         | połtina 1847                                | M.W., ogon orła wachlarzowaty, cyfry roku większe                       | 10                                          | –                                           | R2                                          |
| 452                                         | połtina 1854                                | M.W., ogon orła prosty                                                  | –                                           | 75                                          |                                             |
| odmiana                                     | połtina 1854                                | M.W., ogon orła prosty, przebitka ostatniej cyfry roku 0–>4             | 1                                           | 50                                          |                                             |

#### 25 kopiejek
| Nr                                | Moneta                            | Odmiana/opis                                       | Wartość                           | Wartość                           | Stopień rzadkości                 |
| Nr                                | Moneta                            | Odmiana/opis                                       | ruble                             | kopiejki                          | Stopień rzadkości                 |
| 25 KOPIEJEK bite w r. 1854 i 1857 | 25 KOPIEJEK bite w r. 1854 i 1857 | 25 KOPIEJEK bite w r. 1854 i 1857                  | 25 KOPIEJEK bite w r. 1854 i 1857 | 25 KOPIEJEK bite w r. 1854 i 1857 | 25 KOPIEJEK bite w r. 1854 i 1857 |
| --------------------------------- | --------------------------------- | -------------------------------------------------- | --------------------------------- | --------------------------------- | --------------------------------- |
| 453                               | 25 kopiejek 1854                  | M.W., po czwartej kępce wieńca laurowego 3 jagody  | 5                                 | –                                 |                                   |
| 454                               | 25 kopiejek 1854                  | M.W., po czwartej kępce wieńca laurowego 2. jagody | 1                                 | 50                                | R2                                |
| 455                               | 25 kopiejek 1857                  | M.W.                                               | –                                 | 75                                |                                   |

#### 20 kopiejek
| Nr                         | Moneta                     | Odmiana/opis               | Wartość                    | Wartość                    | Stopień rzadkości          |
| Nr                         | Moneta                     | Odmiana/opis               | ruble                      | kopiejki                   | Stopień rzadkości          |
| 20 KOPIEJEK bite w 1857 r. | 20 KOPIEJEK bite w 1857 r. | 20 KOPIEJEK bite w 1857 r. | 20 KOPIEJEK bite w 1857 r. | 20 KOPIEJEK bite w 1857 r. | 20 KOPIEJEK bite w 1857 r. |
| -------------------------- | -------------------------- | -------------------------- | -------------------------- | -------------------------- | -------------------------- |
| 456                        | 20 kopiejek 1857           | M.W.                       | 1                          | 20                         |                            |

#### 10 kopiejek
| Nr                                    | Moneta                                | Odmiana/opis                          | Wartość                               | Wartość                               | Stopień rzadkości                     |
| Nr                                    | Moneta                                | Odmiana/opis                          | ruble                                 | kopiejki                              | Stopień rzadkości                     |
| 10 KOPIEJEK bite w latach 1854 i 1855 | 10 KOPIEJEK bite w latach 1854 i 1855 | 10 KOPIEJEK bite w latach 1854 i 1855 | 10 KOPIEJEK bite w latach 1854 i 1855 | 10 KOPIEJEK bite w latach 1854 i 1855 | 10 KOPIEJEK bite w latach 1854 i 1855 |
| ------------------------------------- | ------------------------------------- | ------------------------------------- | ------------------------------------- | ------------------------------------- | ------------------------------------- |
| 457                                   | 10 kopiejek 1854                      | M.W.                                  | unikat                                |                                       | R*                                    |
| 458                                   | 10 kopiejek 1855                      | M.W.                                  | –                                     | 30                                    |                                       |

### Monety miedziane

#### 5 kopiejek
| Nr                                             | Moneta                                         | Odmiana/opis                                   | Wartość                                        | Wartość                                        | Stopień rzadkości                              |
| Nr                                             | Moneta                                         | Odmiana/opis                                   | ruble                                          | kopiejki                                       | Stopień rzadkości                              |
| 5 KOPIEJEK bite w latach 1850–1853 i w r. 1856 | 5 KOPIEJEK bite w latach 1850–1853 i w r. 1856 | 5 KOPIEJEK bite w latach 1850–1853 i w r. 1856 | 5 KOPIEJEK bite w latach 1850–1853 i w r. 1856 | 5 KOPIEJEK bite w latach 1850–1853 i w r. 1856 | 5 KOPIEJEK bite w latach 1850–1853 i w r. 1856 |
| ---------------------------------------------- | ---------------------------------------------- | ---------------------------------------------- | ---------------------------------------------- | ---------------------------------------------- | ---------------------------------------------- |
| 459                                            | 5 kopiejek 1850                                | B.M.                                           | 2                                              | 50                                             |                                                |
| 460                                            | 5 kopiejek 1851                                | B.M.                                           | 1                                              | 50                                             |                                                |
| 461                                            | 5 kopiejek 1852                                | B.M.                                           | 3                                              | –                                              |                                                |
| 462                                            | 5 kopiejek 1853                                | B.M.                                           | 1                                              | –                                              |                                                |
| 463                                            | 5 kopiejek 1856                                | B.M.                                           | 1                                              | –                                              |                                                |

#### 3 kopiejki
| Nr                                                  | Moneta                                              | Odmiana/opis                                        | Wartość                                             | Wartość                                             | Stopień rzadkości                                   |
| Nr                                                  | Moneta                                              | Odmiana/opis                                        | ruble                                               | kopiejki                                            | Stopień rzadkości                                   |
| 3 KOPIEJKI bite w latach 1848, 1850–1854, 1856–1863 | 3 KOPIEJKI bite w latach 1848, 1850–1854, 1856–1863 | 3 KOPIEJKI bite w latach 1848, 1850–1854, 1856–1863 | 3 KOPIEJKI bite w latach 1848, 1850–1854, 1856–1863 | 3 KOPIEJKI bite w latach 1848, 1850–1854, 1856–1863 | 3 KOPIEJKI bite w latach 1848, 1850–1854, 1856–1863 |
| --------------------------------------------------- | --------------------------------------------------- | --------------------------------------------------- | --------------------------------------------------- | --------------------------------------------------- | --------------------------------------------------- |
| 464                                                 | 3 kopiejki srebrem 1848                             | M.W.                                                | 15                                                  | –                                                   | R4                                                  |
| 465                                                 | 3 kopiejki 1850                                     | B.M.                                                | 2                                                   | –                                                   | R1                                                  |
| 466                                                 | 3 kopiejki 1851                                     | B.M.                                                | –                                                   | 75                                                  |                                                     |
| 467                                                 | 3 kopiejki 1852                                     | B.M.                                                | –                                                   | 75                                                  |                                                     |
| 468                                                 | 3 kopiejki 1853                                     | B.M.                                                | 1                                                   | –                                                   |                                                     |
| 469                                                 | 3 kopiejki 1854                                     | B.M.                                                | –                                                   | 50                                                  |                                                     |
| 470                                                 | 3 kopiejki 1856                                     | B.M.                                                | –                                                   | 25                                                  |                                                     |
| 471                                                 | 3 kopiejki 1857                                     | B.M.                                                | 1                                                   | 50                                                  | R                                                   |
| 472                                                 | 3 kopiejki 1858                                     | B.M.                                                | –                                                   | 20                                                  |                                                     |
| 473                                                 | 3 kopiejki 1859                                     | B.M.                                                | –                                                   | 20                                                  |                                                     |
| 474                                                 | 3 kopiejki 1860                                     | B.M., ogon orła z trzema poprzecznymi rzędami piór  | –                                                   | 50                                                  |                                                     |
| 475                                                 | 3 kopiejki 1860                                     | B.M., ogon orła z dwoma poprzecznymi rzędami piór   | –                                                   | 50                                                  |                                                     |
| 476                                                 | 3 kopiejki 1861                                     | B.M.                                                | –                                                   | 75                                                  |                                                     |
| 477                                                 | 3 kopiejki 1862                                     | B.M.                                                | –                                                   | 25                                                  |                                                     |
| 478                                                 | 3 kopiejki 1863                                     | B.M.                                                | –                                                   | 25                                                  |                                                     |

#### 2 kopiejki
| Nr                                                 | Moneta                                             | Odmiana/opis                                                | Wartość                                            | Wartość                                            | Stopień rzadkości                                  |
| Nr                                                 | Moneta                                             | Odmiana/opis                                                | ruble                                              | kopiejki                                           | Stopień rzadkości                                  |
| 2 KOPIEJKI bite w latach 1848, 1850–1856 1858–1863 | 2 KOPIEJKI bite w latach 1848, 1850–1856 1858–1863 | 2 KOPIEJKI bite w latach 1848, 1850–1856 1858–1863          | 2 KOPIEJKI bite w latach 1848, 1850–1856 1858–1863 | 2 KOPIEJKI bite w latach 1848, 1850–1856 1858–1863 | 2 KOPIEJKI bite w latach 1848, 1850–1856 1858–1863 |
| -------------------------------------------------- | -------------------------------------------------- | ----------------------------------------------------------- | -------------------------------------------------- | -------------------------------------------------- | -------------------------------------------------- |
| 479                                                | 2 kopiejki srebrem 1848                            | M.W.                                                        | 15                                                 | –                                                  | R4                                                 |
| 480                                                | 2 kopiejki 1850                                    | B.M.                                                        | 3                                                  | –                                                  | R1                                                 |
| 481                                                | 2 kopiejki 1851                                    | B.M.                                                        | –                                                  | 50                                                 |                                                    |
| 482                                                | 2 kopiejki 1852                                    | B.M.                                                        | –                                                  | 50                                                 |                                                    |
| 483                                                | 2 kopiejki 1853                                    | B.M.                                                        | 50                                                 | –                                                  | R6                                                 |
| 484                                                | 2 kopiejki 1854                                    | B.M.                                                        | –                                                  | 50                                                 |                                                    |
| 485                                                | 2 kopiejki 1855                                    | B.M.                                                        | –                                                  | 15                                                 |                                                    |
| 486                                                | 2 kopiejki 1856                                    | B.M., cyfra 2 nominału jak w latach poprzednich (zamknięta) | –                                                  | 20                                                 |                                                    |
| 487                                                | 2 kopiejki 1856                                    | B.M., cyfra 2 nominału nowego wzoru (otwarta)               | –                                                  | 50                                                 |                                                    |
| 488                                                | 2 kopiejki 1858                                    | B.M.                                                        | –                                                  | 15                                                 |                                                    |
| 489                                                | 2 kopiejki 1859                                    | B.M.                                                        | –                                                  | 15                                                 |                                                    |
| 490                                                | 2 kopiejki 1860                                    | B.M., orzeł jak w latach poprzednich                        | –                                                  | 20                                                 |                                                    |
| 491                                                | 2 kopiejki 1860                                    | B.M., nowy orzeł o dwóch poprzecznych rzędach piór          | –                                                  | 20                                                 |                                                    |
| 492                                                | 2 kopiejki 1861                                    | B.M.                                                        | –                                                  | 10                                                 |                                                    |
| 493                                                | 2 kopiejki 1862                                    | B.M.                                                        | –                                                  | 10                                                 |                                                    |
| 494                                                | 2 kopiejki 1863                                    | B.M.                                                        | –                                                  | 10                                                 |                                                    |

#### 1 kopiejka
| Nr                                                       | Moneta                                                   | Odmiana/opis                                             | Wartość                                                  | Wartość                                                  | Stopień rzadkości                                        |
| Nr                                                       | Moneta                                                   | Odmiana/opis                                             | ruble                                                    | kopiejki                                                 | Stopień rzadkości                                        |
| 1 KOPIEJKA bita w latach 1850–1853, 1855–1856, 1858–1864 | 1 KOPIEJKA bita w latach 1850–1853, 1855–1856, 1858–1864 | 1 KOPIEJKA bita w latach 1850–1853, 1855–1856, 1858–1864 | 1 KOPIEJKA bita w latach 1850–1853, 1855–1856, 1858–1864 | 1 KOPIEJKA bita w latach 1850–1853, 1855–1856, 1858–1864 | 1 KOPIEJKA bita w latach 1850–1853, 1855–1856, 1858–1864 |
| -------------------------------------------------------- | -------------------------------------------------------- | -------------------------------------------------------- | -------------------------------------------------------- | -------------------------------------------------------- | -------------------------------------------------------- |
| 495                                                      | kopiejka 1850                                            | B.M.                                                     | 2                                                        | –                                                        |                                                          |
| 496                                                      | kopiejka 1851                                            | B.M.                                                     | –                                                        | 10                                                       |                                                          |
| 497                                                      | kopiejka 1852                                            | B.M.                                                     | –                                                        | 30                                                       |                                                          |
| 498                                                      | kopiejka 1853                                            | B.M.                                                     | –                                                        | 25                                                       |                                                          |
| 499                                                      | kopiejka 1855                                            | B.M., monogram na awersie Н I                            | 1                                                        | –                                                        |                                                          |
| 500                                                      | kopiejka 1855                                            | B.M., monogram na awersie A II                           | –                                                        | 10                                                       |                                                          |
| 501                                                      | kopiejka 1856                                            | B.M., monogram na awersie Н I                            | 30                                                       | –                                                        | R8                                                       |
| 502                                                      | kopiejka 1856                                            | B.M., monogram na awersie A II                           | –                                                        | 10                                                       |                                                          |
| 503                                                      | kopiejka 1858                                            | B.M.                                                     | –                                                        | 10                                                       |                                                          |
| 504                                                      | kopiejka 1859                                            | B.M.                                                     | –                                                        | 10                                                       |                                                          |
| 505                                                      | kopiejka 1860                                            | B.M.                                                     | –                                                        | 10                                                       |                                                          |
| 506                                                      | kopiejka 1861                                            | B.M.                                                     | –                                                        | 10                                                       |                                                          |
| 507                                                      | kopiejka 1862                                            | B.M.                                                     | –                                                        | 10                                                       |                                                          |
| 508                                                      | kopiejka 1863                                            | B.M.                                                     | –                                                        | 10                                                       |                                                          |
| 509                                                      | kopiejka 1864                                            | B.M.                                                     | –                                                        | 10                                                       |                                                          |

#### ½ kopiejki
| Nr                                             | Moneta                                         | Odmiana/opis                                         | Wartość                                        | Wartość                                        | Stopień rzadkości                              |
| Nr                                             | Moneta                                         | Odmiana/opis                                         | ruble                                          | kopiejki                                       | Stopień rzadkości                              |
| ½ KOPIEJKI bita w r. 1848 i w latach 1850–1863 | ½ KOPIEJKI bita w r. 1848 i w latach 1850–1863 | ½ KOPIEJKI bita w r. 1848 i w latach 1850–1863       | ½ KOPIEJKI bita w r. 1848 i w latach 1850–1863 | ½ KOPIEJKI bita w r. 1848 i w latach 1850–1863 | ½ KOPIEJKI bita w r. 1848 i w latach 1850–1863 |
| ---------------------------------------------- | ---------------------------------------------- | ---------------------------------------------------- | ---------------------------------------------- | ---------------------------------------------- | ---------------------------------------------- |
| 510                                            | ½ kopiejki srebrem 1848                        | M.W., litery M.W. mniejsze                           | 10                                             | –                                              | R2                                             |
| 511                                            | ½ kopiejki srebrem 1848                        | M.W., litery M.W. większe                            | 10                                             | –                                              | R2                                             |
| 512                                            | dienieżka 1850                                 | B.M.                                                 | –                                              | 15                                             |                                                |
| 513                                            | dienieżka 1851                                 | B.M.                                                 | –                                              | 25                                             |                                                |
| 514                                            | dienieżka 1852                                 | B.M., cyfry roku zwarte                              | –                                              | 50                                             |                                                |
| 515                                            | dienieżka 1852                                 | B.M., cyfry roku rozwarte                            | –                                              | 25                                             |                                                |
| 516                                            | dienieżka 1853                                 | B.M.                                                 | –                                              | 25                                             |                                                |
| 517                                            | dienieżka 1854                                 | B.M.                                                 | –                                              | 40                                             |                                                |
| 518                                            | dienieżka 1855                                 | B.M., monogram na awersie Н I                        | –                                              | 15                                             |                                                |
| 519                                            | dienieżka 1855                                 | B.M., monogram na awersie A II, szerokie A monogramu | –                                              | 10                                             |                                                |
| 520                                            | dienieżka 1855                                 | B.M., monogram na awersie A II, wąskie A monogramu   | 1                                              | 50                                             | R                                              |
| 521                                            | dienieżka 1856                                 | B.M., monogram na awersie A II, szerokie A monogramu | 2                                              | –                                              | R                                              |
| 522                                            | dienieżka 1856                                 | B.M., monogram na awersie A II, wąskie A monogramu   | –                                              | 10                                             |                                                |
| 523                                            | dienieżka 1857                                 | B.M.                                                 | –                                              | 15                                             |                                                |
| 524                                            | dienieżka 1858                                 | B.M.                                                 | –                                              | 30                                             |                                                |
| 525                                            | dienieżka 1859                                 | B.M.                                                 | –                                              | 10                                             |                                                |
| 526                                            | dienieżka 1860                                 | B.M.                                                 | –                                              | 10                                             |                                                |
| 527                                            | dienieżka 1861                                 | B.M., kropka po roku 1861                            | –                                              | 10                                             |                                                |
| odmiana                                        | dienieżka 1861                                 | B.M., brak kropki po roku 1861                       | –                                              | 75                                             |                                                |
| 528                                            | dienieżka 1862                                 | B.M.                                                 | –                                              | 10                                             |                                                |
| 529                                            | dienieżka 1863                                 | B.M.                                                 | –                                              | 10                                             |                                                |

#### ¼ kopiejki
| Nr                                                              | Moneta                                                          | Odmiana/opis                                                    | Wartość                                                         | Wartość                                                         | Stopień rzadkości                                               |
| Nr                                                              | Moneta                                                          | Odmiana/opis                                                    | ruble                                                           | kopiejki                                                        | Stopień rzadkości                                               |
| ¼ KOPIEJKI (połuszka) bita w latach 1850–1853, 1855 i 1860–1861 | ¼ KOPIEJKI (połuszka) bita w latach 1850–1853, 1855 i 1860–1861 | ¼ KOPIEJKI (połuszka) bita w latach 1850–1853, 1855 i 1860–1861 | ¼ KOPIEJKI (połuszka) bita w latach 1850–1853, 1855 i 1860–1861 | ¼ KOPIEJKI (połuszka) bita w latach 1850–1853, 1855 i 1860–1861 | ¼ KOPIEJKI (połuszka) bita w latach 1850–1853, 1855 i 1860–1861 |
| --------------------------------------------------------------- | --------------------------------------------------------------- | --------------------------------------------------------------- | --------------------------------------------------------------- | --------------------------------------------------------------- | --------------------------------------------------------------- |
| 530                                                             | połuszka 1850                                                   | B.M.                                                            | 1                                                               | –                                                               |                                                                 |
| 531                                                             | połuszka 1851                                                   | B.M.                                                            | 1                                                               | –                                                               |                                                                 |
| 532                                                             | połuszka 1852                                                   | B.M.                                                            | 1                                                               | 50                                                              |                                                                 |
| 533                                                             | połuszka 1852                                                   | B.M.                                                            | 1                                                               | –                                                               |                                                                 |
| 534                                                             | połuszka 1853                                                   | B.M.                                                            | 3                                                               | –                                                               | R                                                               |
| 535                                                             | połuszka 1855                                                   | B.M.                                                            | –                                                               | 30                                                              |                                                                 |
| 536                                                             | połuszka 1860                                                   | B.M.                                                            | 35                                                              | –                                                               | R6                                                              |
| 537                                                             | połuszka 1861                                                   | B.M., kropka po roku 1861                                       | –                                                               | 30                                                              |                                                                 |
| 538                                                             | połuszka 1861                                                   | B.M., brak kropki po roku 1861                                  | –                                                               | 60                                                              |                                                                 |

## Ocena merytoryczna tabeli
Wartość merytoryczna tabeli jest bardzo duża. W końcu XX i na początku XXI w. wykorzystywana jest często do opisu numizmatów pojawiających się na aukcjach numizmatycznych w Polsce. Podobnie jak samej pracy Karola Plage, nie należy jej przyjmować całkowicie bezkrytycznie. Mimo, a być może z powodu, krótkiej odległości czasowej od emisji opisywanych numizmatów, Karolowi Plage, jak również Bolcewiczowi, nie udało się uniknąć błędów. Widać to między innymi w przypadku niektórych monet i w różnicach stopnia rzadkości szacowanego przez Plage oraz wyceny wg Bolcewicza. Poza tym, dla części numizmatów błędnie dokonano rozróżnienia ich statusu monety obiegowej lub nowego bicia. Czasami do monet obiegowych zaliczono fantazyjne wyroby kolekcjonerskie, tzn. w pewnym sensie fałszerstwa, końca XIX w. takie jak np. 5 groszy i złotówka z okresu powstania listopadowego, 10 groszy z oblężenia Zamościa z 1831 r., czy trzygroszówka i dwuzłotówka 1835 Wolnego Miasta Krakowa. Część odmian i typów nie została w ogóle uwzględniona. Zdarzają się przypadki gdy wycena bardzo rzadkich numizmatów, takich jak np. rubel familijny, znacząco odbiega od współczesnego rynku.

## Literatura
- Karol Plage: Monety bite dla Królestwa Polskiego w latach 1815–1864 i monety bite dla miasta Krakowa w roku 1835 XXXVIII tablic – reprint, Warszawa, 1972, Polskie Towarzystwo Archeologiczne i Numizmatyczne Komisja Numizmatyczna
- Katalogi Aukcyjne Warszawskiego Centrum Numizmatycznego, Warszawa, 1991–
- Jerzy Chałupski, Specjalizowany katalog monet Królestwa Polskiego 1835–1841 1 grosz 3 grosze 5 groszy 10 groszy, Sosnowiec, 2011[6]